# 東部戦線 (南北戦争)

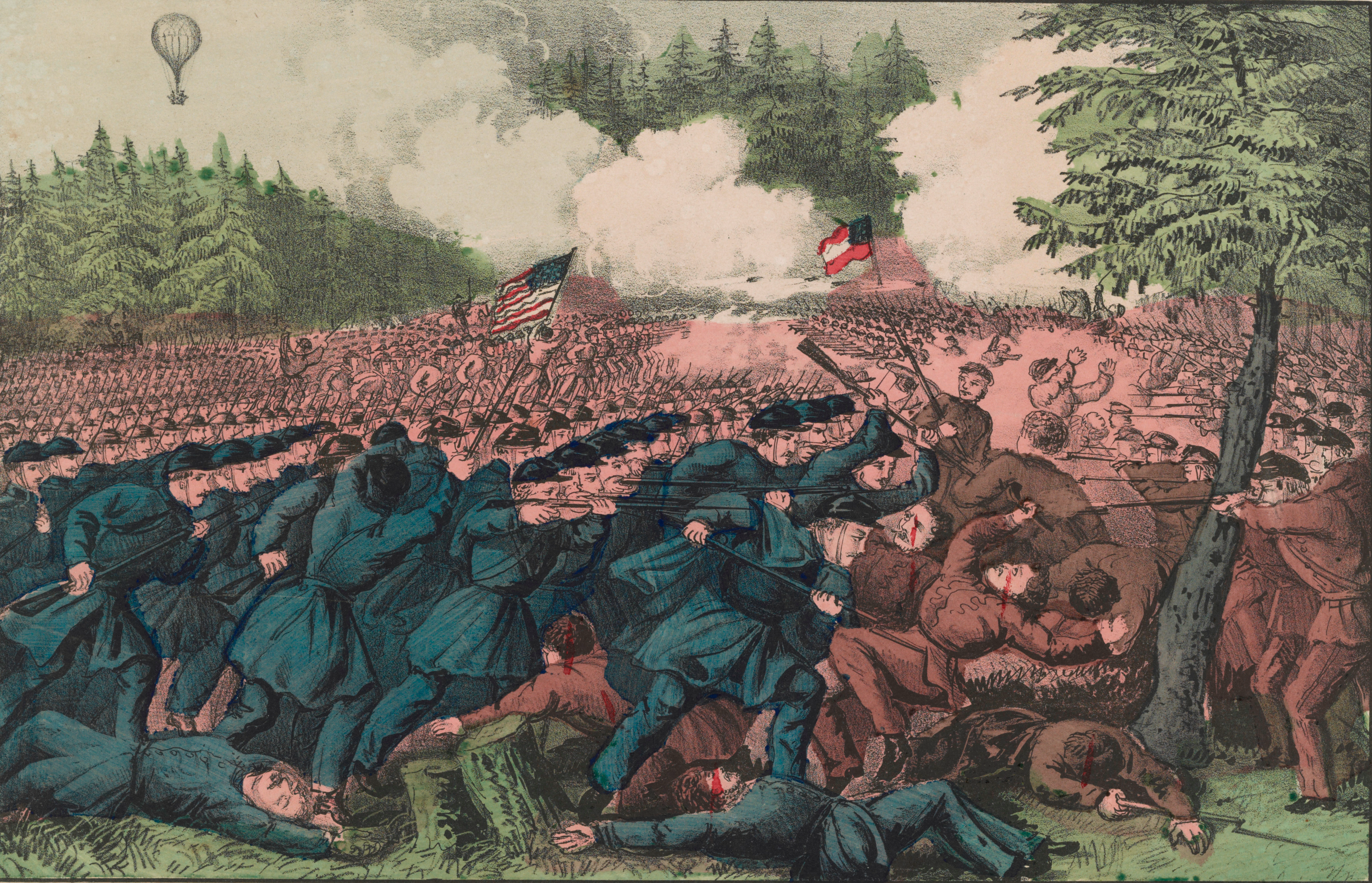
セブン・パインズの戦い

南北戦争の東部戦線（とうぶせんせん、英:Eastern Theater of the American Civil War）は、アメリカ合衆国東部と大西洋岸で北軍と南軍が激突した戦線であり、戦争の全期間（1861年 - 1865年）、主戦場となった。本稿ではその戦いの流れを時間を追って概説する。

## 戦線の概要
東部戦線の主戦場はバージニア州、ウエストバージニア州、メリーランド州およびペンシルベニア州であり、コロンビア特別区および海岸の要塞やノースカロライナ州の海港も含まれる（カロライナ両州の内陸部では1865年に戦闘があったが、これらは西部戦線に含める）。
東部戦線には南北戦争の経過の中で一般に名の知られた作戦が含まれている。これはその戦略的重要性の故ではなく、人口集中部に近く、大きな新聞の発行所があり、対立する両軍の主要都市があったからである。実際北部の首都であるワシントンD.C.と南部の首都であるリッチモンドは両方とも東部に所在し、100マイル (160 km) 程度しか離れていない。あの広いアメリカではこれはほとんど目と鼻の先程度の距離であり、ワシントンD.C.に至っては目の前を流れているポトマック川を越えたらそこはもう敵地（バージニア州）と言うような状態だった。結果的に両軍の首都攻防戦が何度も行われ、多くの人の記憶に残ることとなった（また、どちらの軍でも東部で指揮を任されることのほうが西部に派遣されるより名誉な事だと思われていた）。北部人も南部人もその想像力は、米軍屈指の名将として名高いロバート・E・リー将軍が指揮する南部の北バージニア軍と、その名将に対抗するべくリンカーン大統領が次々と指揮官を変更した北部のポトマック軍の間の壮大な戦いに捉えられてきた。南北戦争の中でも最も流血の多い戦い（ゲティスバーグの戦い）と流血の多い一日（アンティータムの戦い）もこの戦線でのできごとだった。南軍を倒すためには西部戦線の方が戦略的に重要だったという議論がなされてきたが、1865年のアポマットクス庁舎でのリーの降伏という決断無くして戦争が終わったと双方の文民が考えられたかといえば、それはあり得ないことである。
戦線はアパラチア山脈と大西洋に挟まれていた。戦闘の大半はワシントンとリッチモンドの間の地域で行われた。この地域では、多くの川が主に西から東に流れており、北軍にとって接近経路や通信線となるよりも障害となっていたので、南軍の守備隊には好都合であった。このことは西部戦線の初期とは全く異なっており、北軍は輸送経路として当時の主要道路にのみ頼っていたので、両軍共に冬季の作戦行動には制限があった。北軍の利点は海や主要河川を制していたことであり、海洋に近く駐屯する軍隊への補強や補給を容易にしていた。
アメリカ合衆国国立公園局（NPS）によって作られた作戦の分類では、本稿で使うものよりも詳細になっている。NPS分類の小さなものは省略するか、大きな作戦の中に組み込んだ。NPS分類にある東部戦線での160の戦闘のうちほんの幾つかを記述することになる。

## 東部戦線の主要指揮官

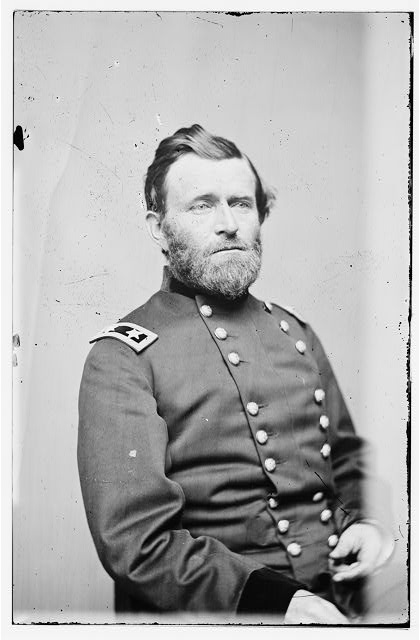
北軍中将 ユリシーズ・グラント
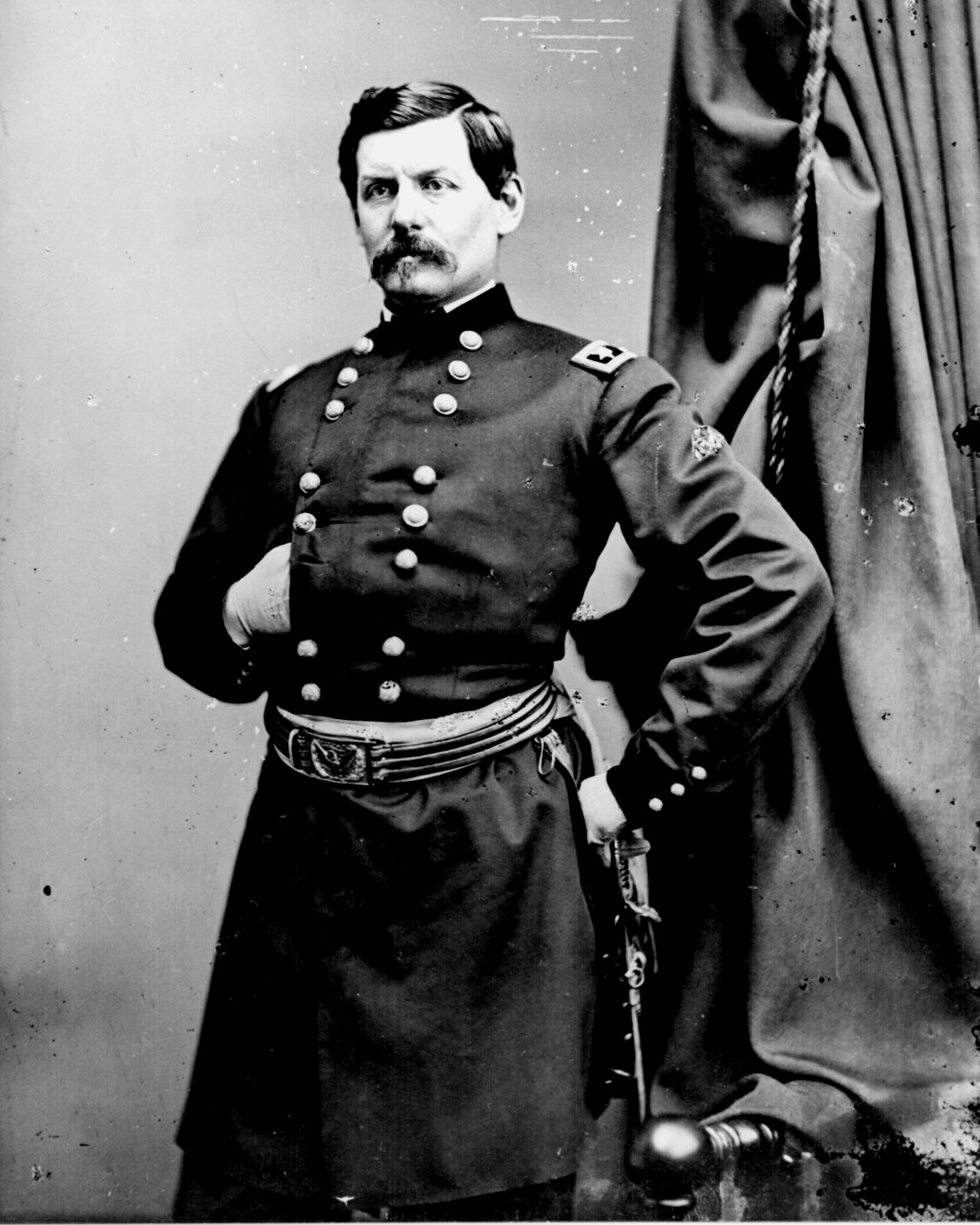
北軍少将 ジョージ・マクレラン
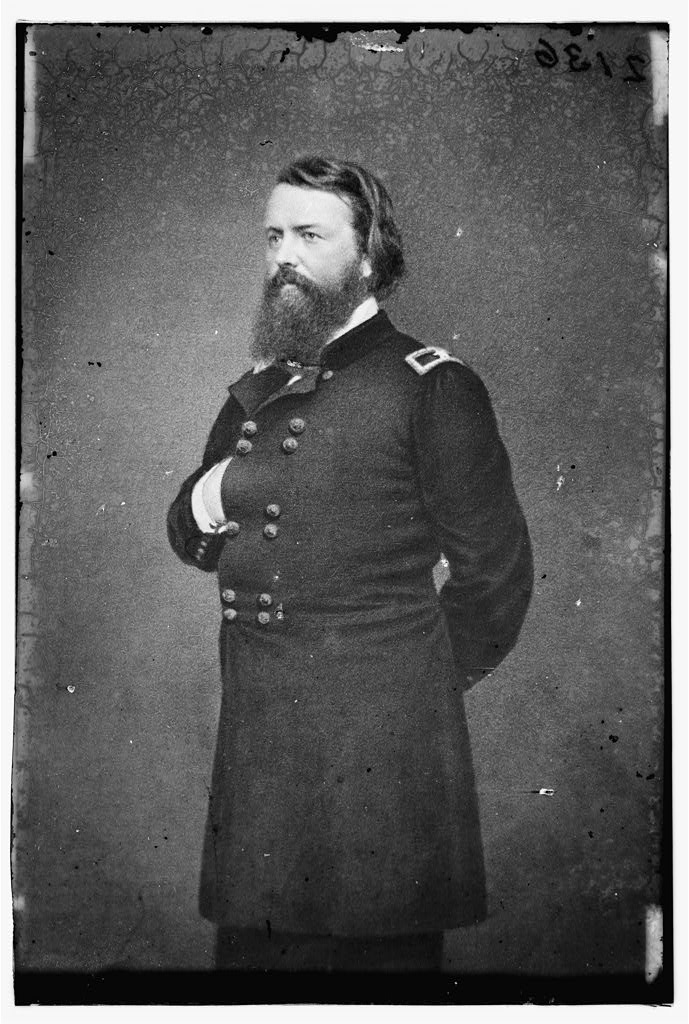
北軍少将 ジョン・ポープ
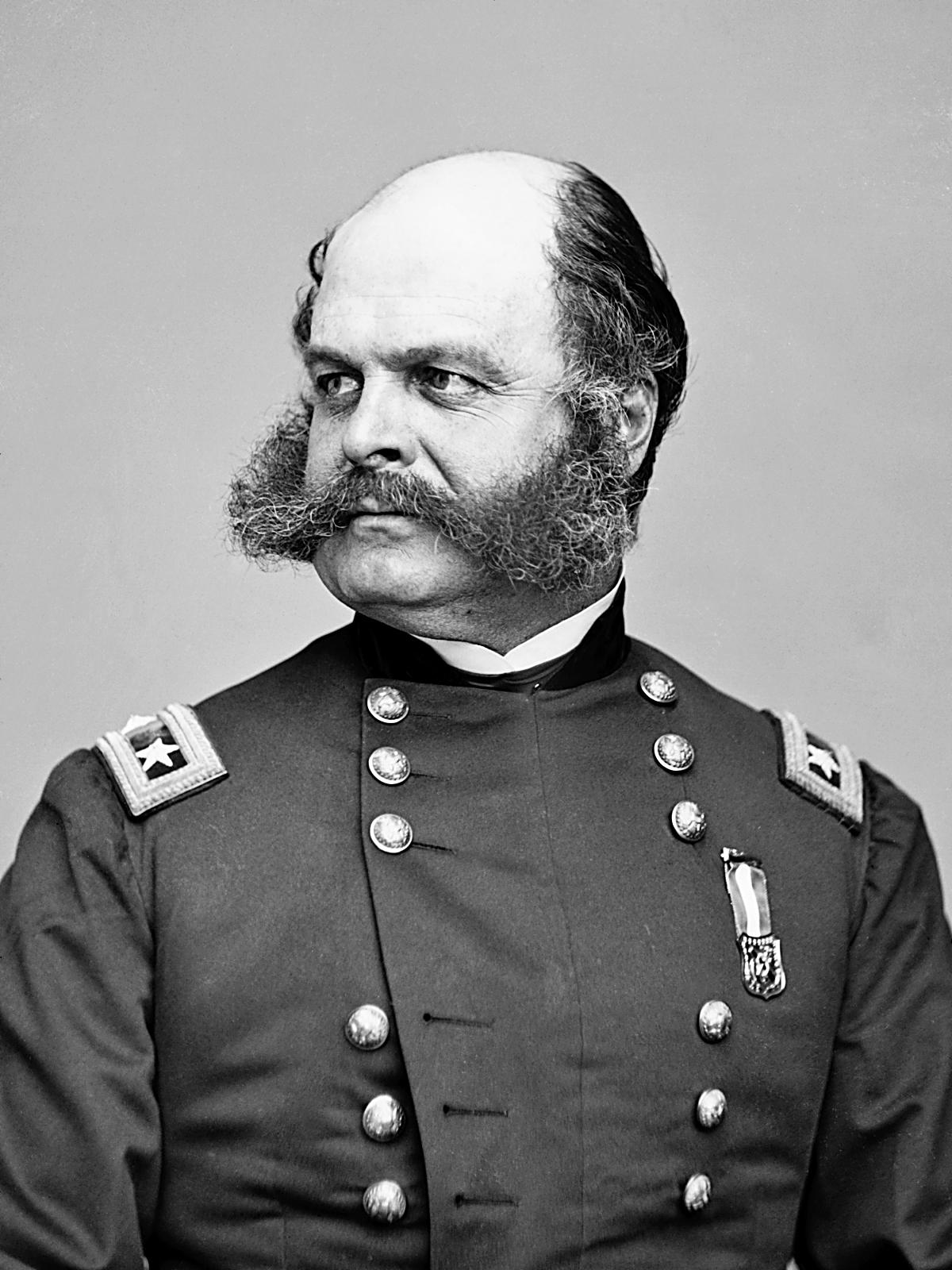
北軍少将 アンブローズ・バーンサイド
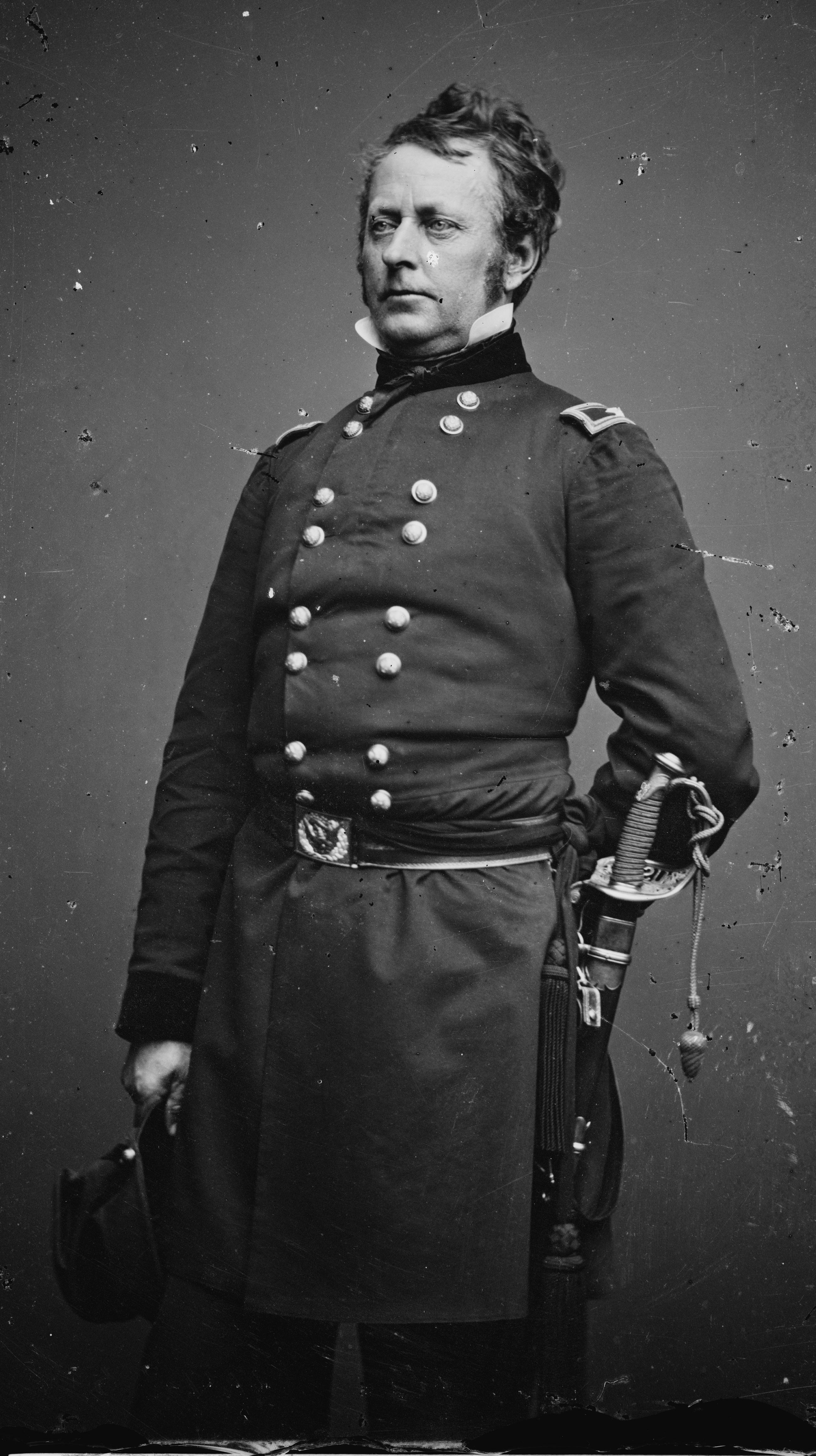
北軍少将 ジョセフ・フッカー
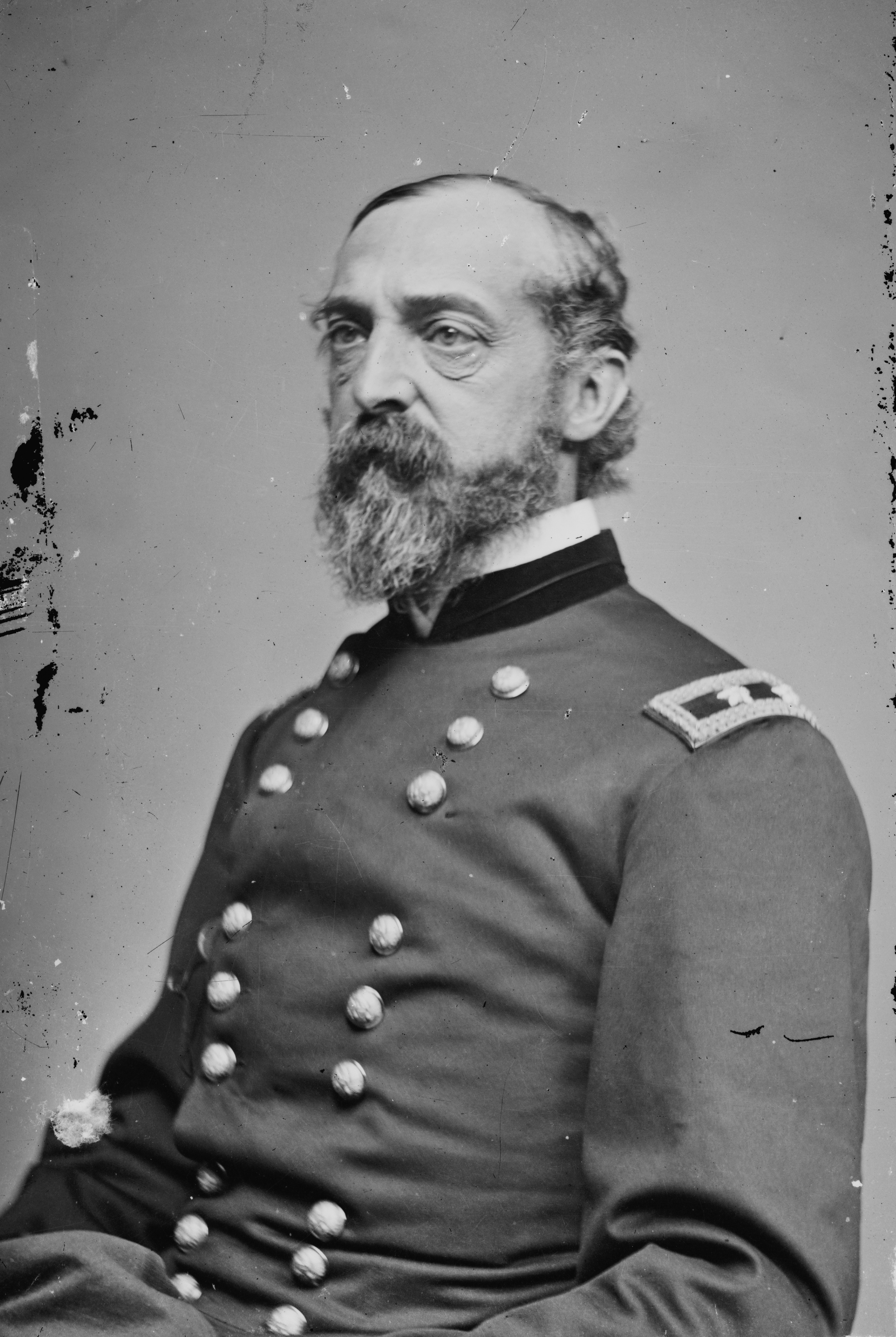
北軍少将 ジョージ・ミード
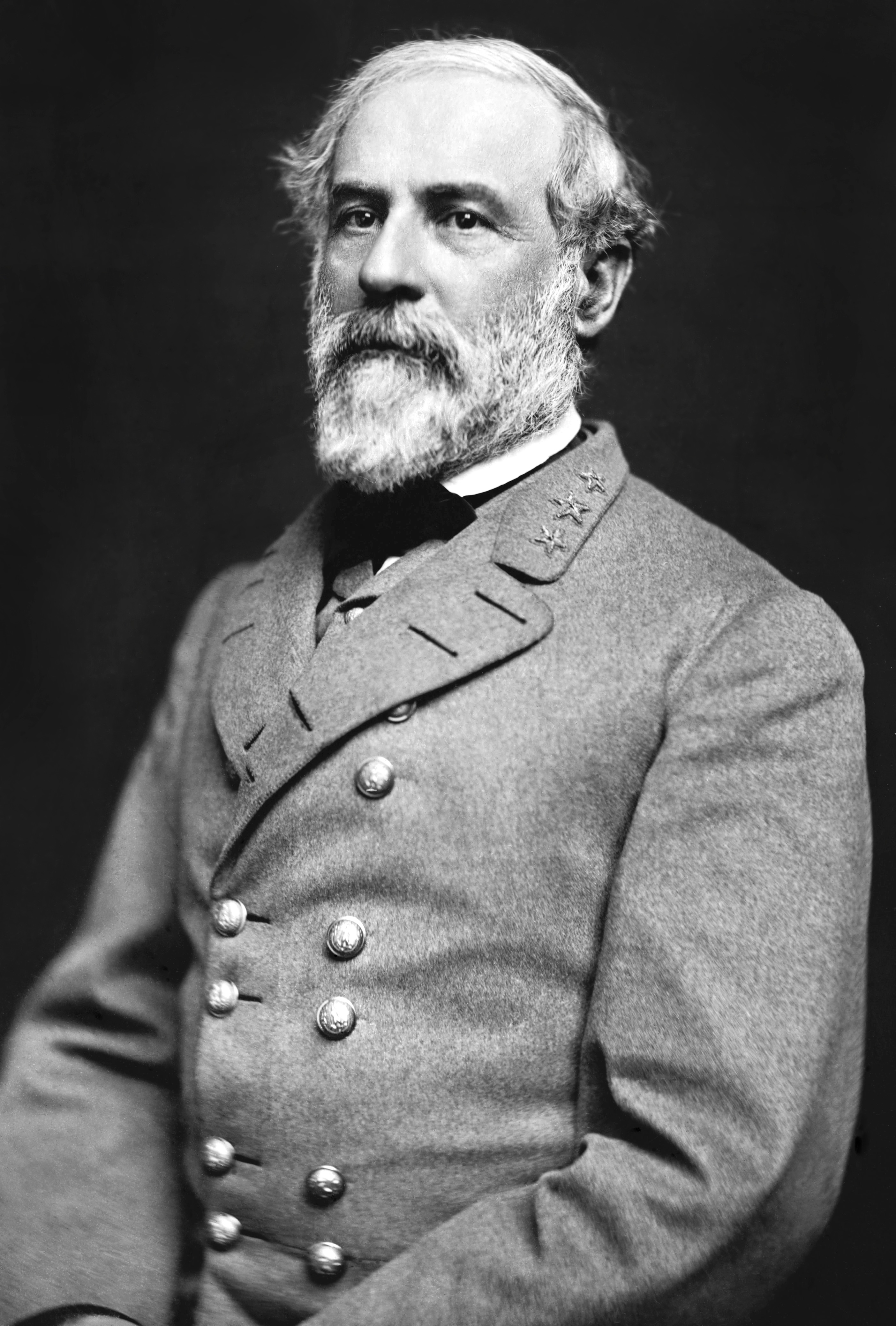
南軍大将 ロバート・E・リー
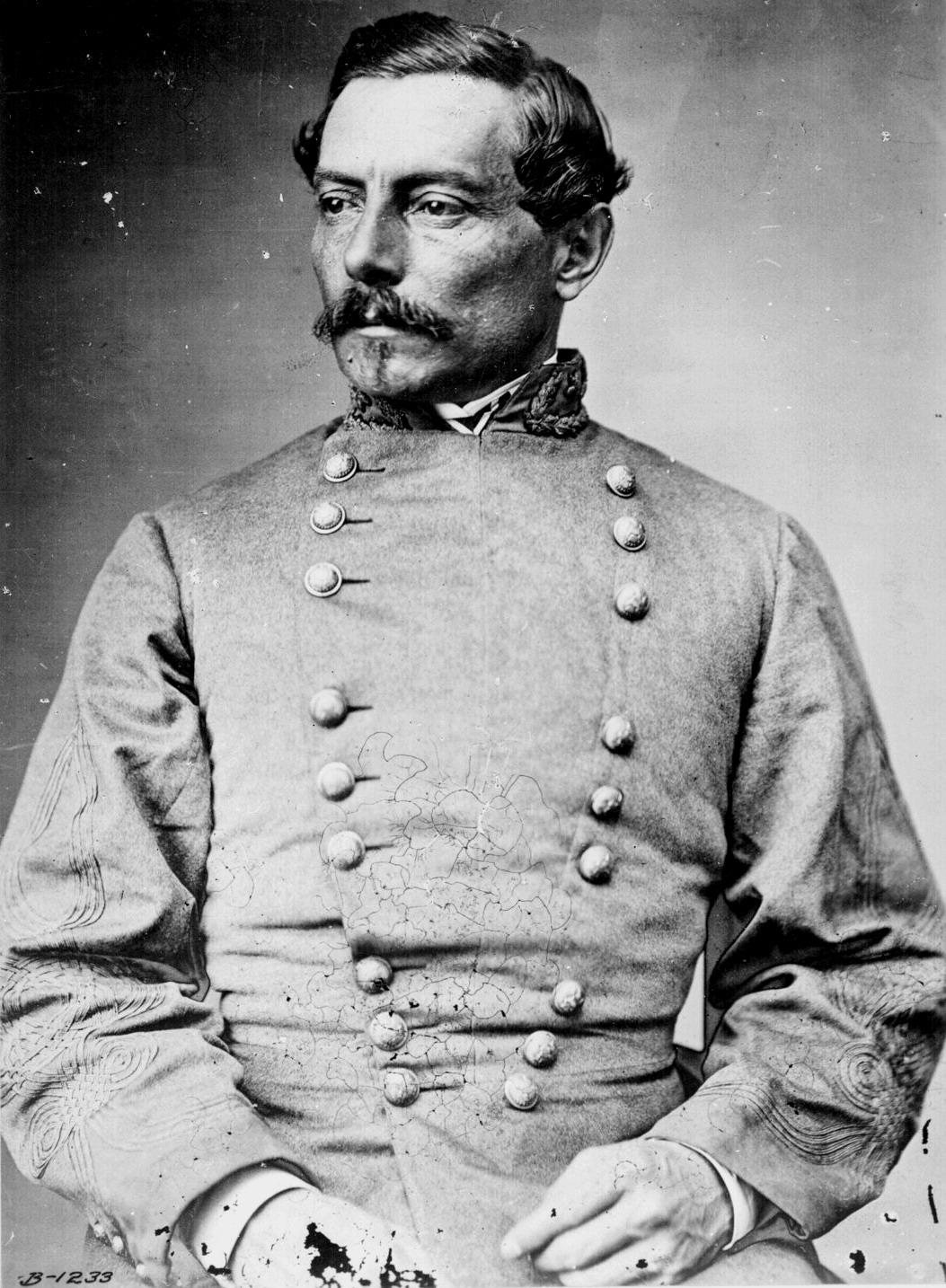
南軍大将 P・G・T・ボーリガード
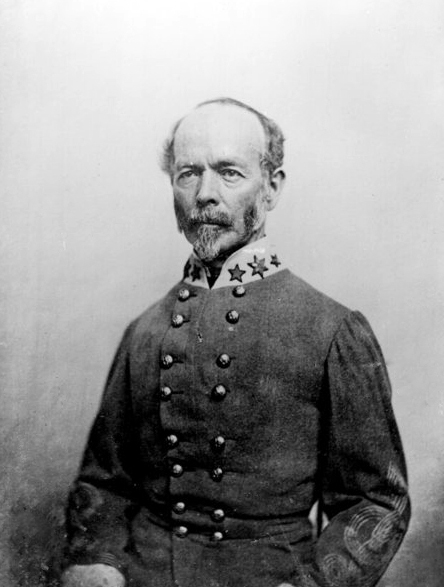
南軍大将 ジョセフ・ジョンストン
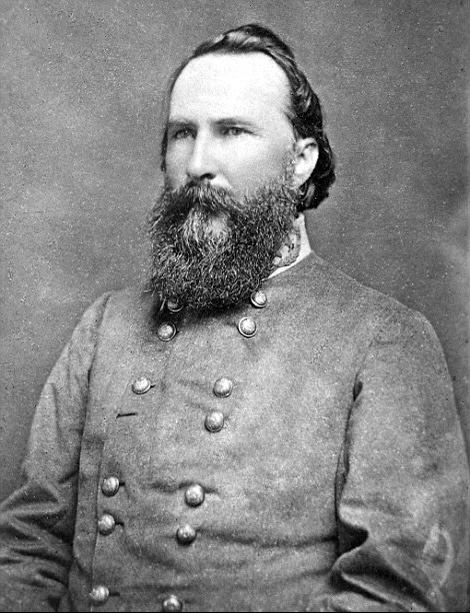
南軍中将 ジェイムズ・ロングストリート
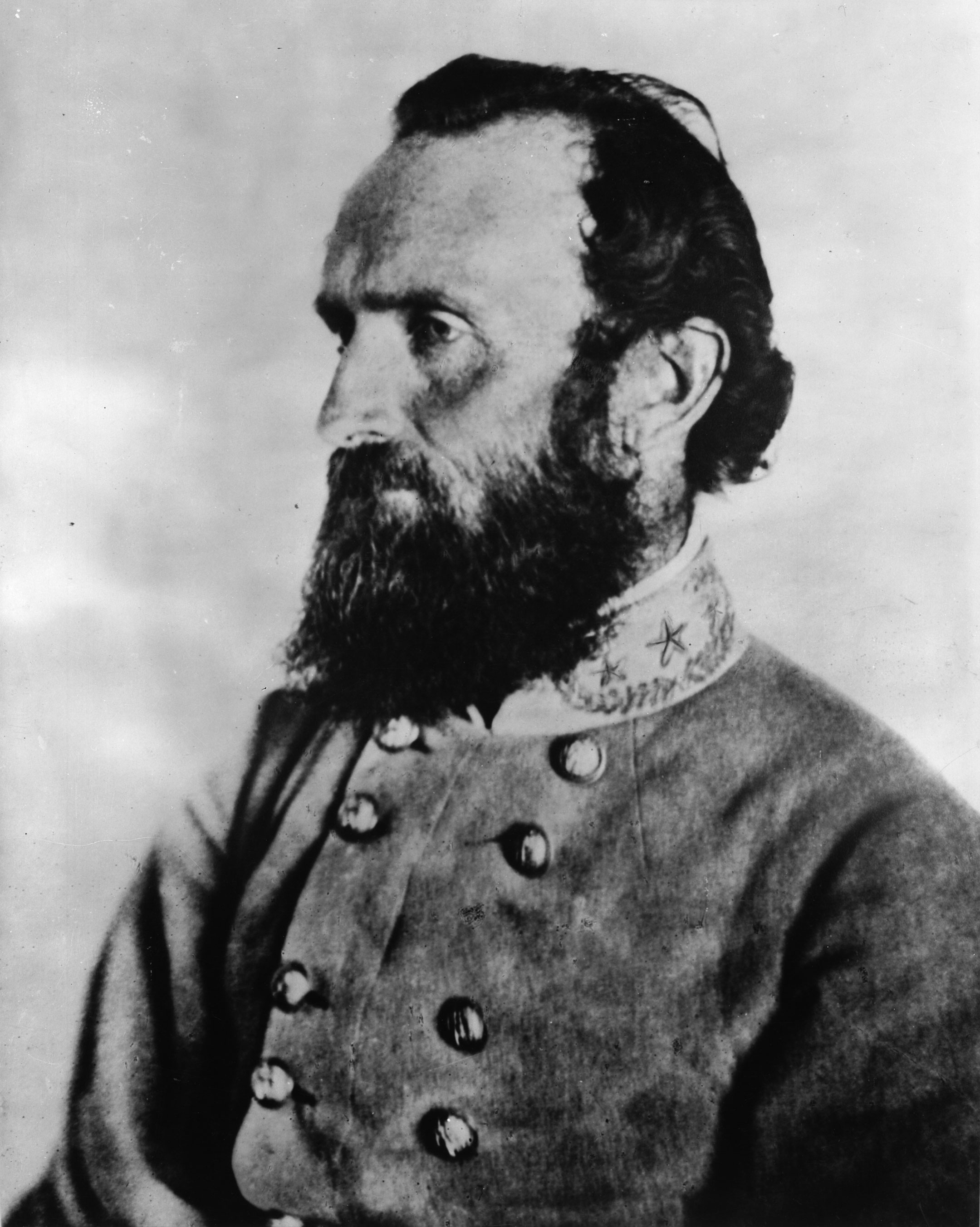
南軍中将 ストーンウォール・ジャクソン
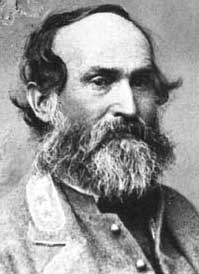
南軍中将 ジュバル・アーリー

## 初期の作戦（1861年）
1861年4月、サムター要塞の陥落後、両軍共に軍隊の創出で大わらわであった。エイブラハム・リンカーン大統領は反乱軍を抑えるために75,000名の志願兵の召集を命令し、これが即座にバージニア州を含む4つの州の脱退に繋がった。アメリカ陸軍には当時16,000名の兵士しかおらず、その半分以上は西部に散らばっていた。陸軍は米英戦争と米墨戦争の古参兵である年長のウィンフィールド・スコット中将に指揮されていた。アメリカ連合国の方は、一握りの連邦軍士官と兵士が退役して南軍に加わった。連合国軍の体系は当初各州によって整えられた。（強い中央政府に対する各州の嫌悪感で助長された連合国防衛軍の分散した性格は戦争の間の南軍の弱みの一つでもあった。）
最初の敵対的行動の幾つかはバージニア州西部（現在のウエストバージニア州）で起こった。ジョージ・マクレラン少将がオハイオ軍管区（Department of the Ohio）の部隊を指揮し、グラフトンから行軍を命じてジョージ・ポーターフィールド大佐の指揮する南軍を攻撃した。1861年6月3日、フィルーピーの戦いあるいはフィルーピーの競走と呼ばれる小競り合いは、この若い将軍を大衆が認識する以上の大した意味は無かった。7月に入ってリッチマウンテンの戦いで勝利し、マクレランに昇進の機会が訪れ、ポトマック軍の指揮官となった。この作戦で小さな戦闘が続いている間、ロバート・E・リー将軍は元アメリカ陸軍の有能な大佐という評判にも拘わらず、戦闘に関わることがなく、ぱっとしない成果によって「リーばあさん」という見下したような渾名まで頂戴した。リーは間もなくカロライナで要塞を築くために転出した。
この戦争での最初の重要な戦闘は6月10日にバージニア州東部で起こった。北軍のベンジャミン・バトラー少将はモンロー砦に駐屯しており、ハンプトンとニューポートニューズからの合流部隊を南軍の前線基地の攻撃に送った。モンロー砦近くのビッグベセルの戦いでジョン・マグルーダー大佐が南軍としては初めての勝利を掴んだ。

### 第一次ブルランの戦い
初夏にワシントン近辺の北軍野戦指揮官はアービン・マクドウェル准将であり、戦闘士官としてはあまり経験が無かったが、さらに経験の無い志願兵を率いていた。志願兵はわずか90日間の徴兵であり、その期間も直ぐに切れようとしていた。マクドウェルは、「リッチモンドへ」という掛け声で、北部の政治家や新聞に即座に行動を起こすよう圧力を掛けられた。マクドウェルの作戦は35,000名の部隊で行軍し、マナサスにいる南軍のP・G・T・ボーリガード准将指揮下の20,000名の部隊を攻撃するということだった。その地域にはシェナンドー渓谷に別の南軍部隊、ジョセフ・ジョンストン将軍指揮下の12,000名がいた。こちらの方は、北軍のロバート・パターソン少将が指揮する18,000名の部隊がハーバーズ・フェリーに圧力を掛けて、南軍の2つの部隊がマクドウェルに対して協働行動を取らないように牽制していた。
7月21日、マクドウェルの北東バージニア軍はボーリガードの南部ポトマック軍に対して複雑な回り込みを行い、第一次ブルランの戦い（第一次マナサスの戦いとも呼ばれる）に突入した。北軍は緒戦の有利さを活かして南軍を後退させたが、戦いの趨勢は午後に変化した。ストーンウォール・ジャクソン大佐がそのバージニア旅団を鼓舞して北軍の強襲を堪え忍ばせた。この時のことでジャクソンは「ストーンウォール」（石の壁）という渾名を貰った。南軍のジョンストン軍から鉄道を使った援軍が折良く届いた。北軍のパターソンはジョンストンの動きを封じることに失敗した。経験の足りない北軍の兵士はじりじり後退を始め、ついには恐怖に憑かれた撤退に変わり、多くの者はワシントンD.C.までも逃げ帰った。この戦闘をお祭り気分で見ていた北部の文民や政治家達もパニックに陥った。北軍の軍隊は無事にワシントンD.C.に戻り、ボーリガード軍はあまりに疲れ、また経験も足りなかったので追撃ができなかった。第一次ブル・ランの戦いでの北軍の敗北は北部に衝撃を与え、新たな厳しい決断をしなければならないという雰囲気になり、軍人も文民もこの長引きそうで流血を伴う戦争に勝つためにはかなりの金と人を投入する必要性を認識した。
ジョージ・マクレランが新しく結成されるポトマック軍の指揮を執るために東部に呼びつけられた。ポトマック軍は東部戦線の主力部隊となった。マクレランは元鉄道会社の重役であり、訓練や管理という任務に良く適合した組織化能力を持っていた。また強い大望も持っており、11月1日までにウィンフィールド・スコットから引継ぎを受けてアメリカ陸軍総司令官に指名された。ただし、10月に行われたボールズブラフの戦いでは、マクレランがポトマック川に送った遠征隊が厄介な敗北を喫していた。

## ノースカロライナ海岸 （1861年-1865年）
ノースカロライナ州は、ウィルミントンに死活に関わる海港があり、またアウターバンクスは北軍の海上封鎖を逃れるための貴重な海軍基地であったので、南軍にとって重要な地域であった。北軍のベンジャミン・バトラー少将はモンロー砦から回航して、1861年8月、ハッテラス入り江砲台の戦いで砦を捕獲した。1862年2月、アンブローズ・バーンサイド准将がやはりモンロー砦から水陸両用の遠征隊を組織し、ロアノーク島を占領した。このことはあまり知られていないが、北軍の戦略にとって重要なものであった。1862年遅くのゴールズボロ遠征隊は、海岸から内陸部に侵攻して鉄道線路や橋を破壊した。
ノースカロライナ海岸でのその後の作戦抗争は1864年遅くに始まり、ベンジャミン・バトラーとデイビッド・ポーターが共にウィルミントンの海港を守っているフィッシャー砦の占領に失敗した。1865年1月に、アルフレッド・テリー、アデルバート・エイムズおよびポーターによる第二次フィッシャー砦の戦いで、ブラクストン・ブラッグ将軍を打ち負かし、2月にはウィルミントンを陥落させた。この時期に、西部戦線のウィリアム・シャーマン少将率いる部隊がカロライナの内陸部に侵攻し、1865年4月遅くにジョセフ・ジョンストン将軍指揮下の南軍の最後の野戦部隊を降伏させた。

## バレー方面作戦 （1862年）

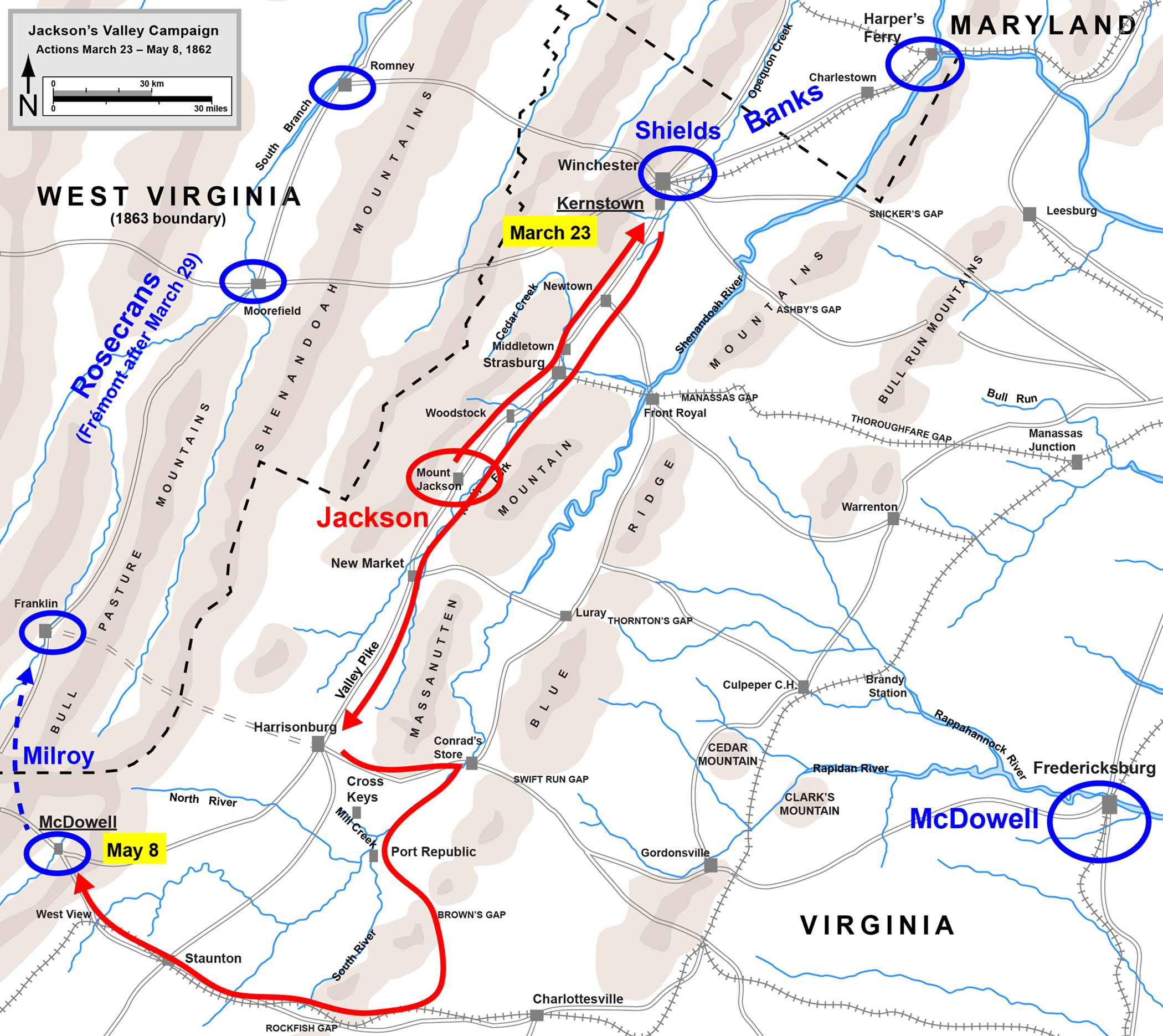
バレー方面作戦: カーンズタウンからマクドウェルまで

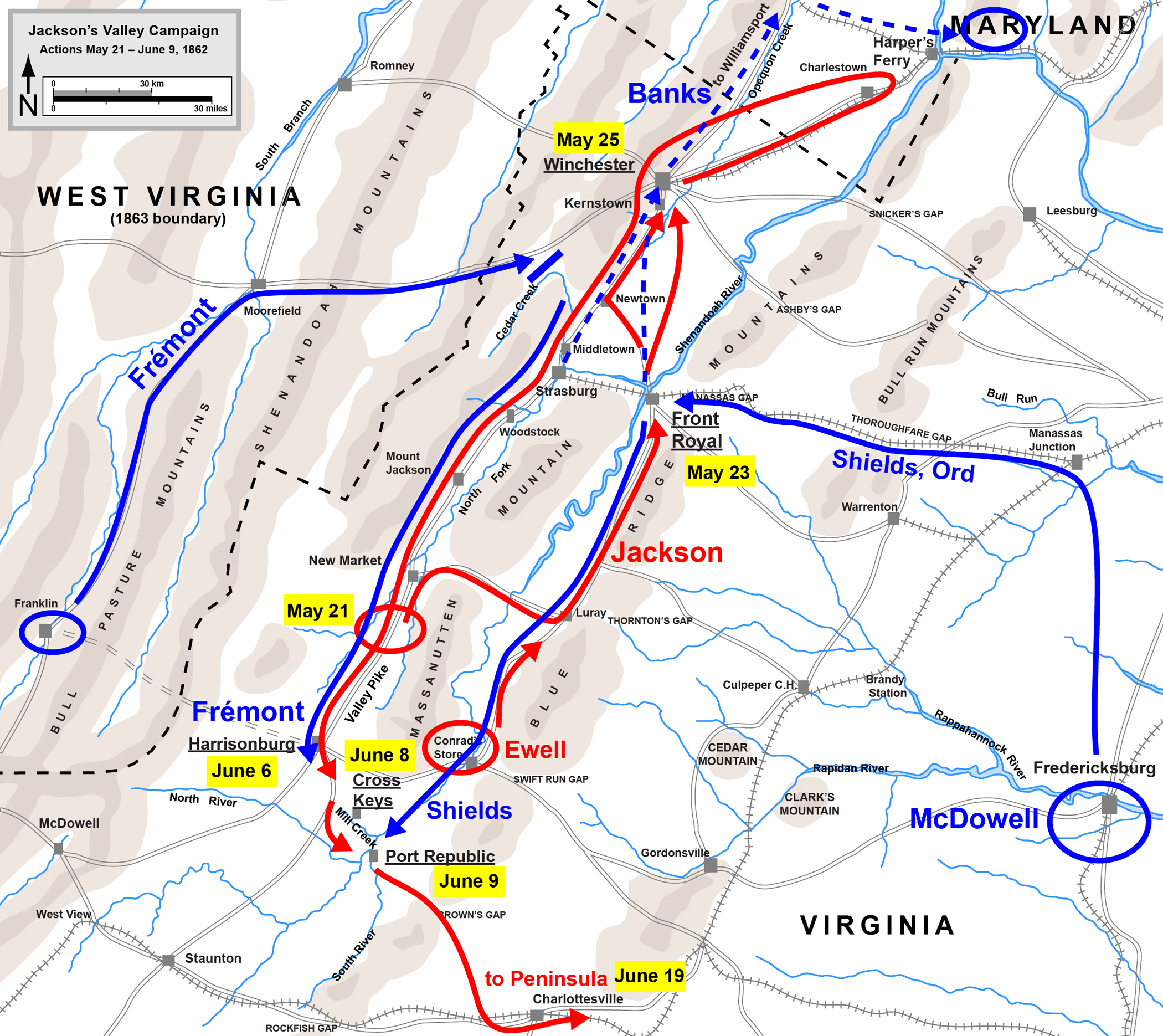
バレー方面作戦: フロント・ロイヤルからポート・レパブリックまで

1862年春、第一次ブル・ランの戦いで得た南軍の優位は急速に衰え、西部戦線ではドネルソン砦の戦いやシャイローの戦いで北軍が優位に立っていた。マクレランのポトマック軍大部隊は半島方面作戦で南東部からリッチモンドに迫っており、マクドウェル軍団は北からリッチモンドを叩く機会を窺っていた。またナサニエル・バンクス少将の部隊はシェナンドー・バレーの肥沃な農業地帯を脅かしていた。
南軍の士気を上げるために、バージニア州立軍人養成大学の一風変わった元教授ストーンウォール・ジャクソンが出てきた。ジャクソンの指揮下にはストーンウォール旅団や様々な民兵隊がいたが、攻撃的な作戦行動には十分でなかった。バンクス軍がポトマック川の北に留まっている間に、ジャクソンの騎兵指揮官ターナー・アシュビーがチェサピーク＝オハイオ運河とボルチモア＝オハイオ鉄道を襲撃した。
バンクスが反応して2月遅くにポトマック川を渡り、南に侵攻してアシュビーの攻撃から運河と鉄道を守ろうとした。ジャクソンはジョンストン軍の左翼を担っており、ジョンストンが3月にマナサスからカルペパーに移動したとき、ウィンチェスターにいたジャクソン軍は孤立した。3月12日、バンクスは南東へ（バレーを遡る方向へ）の侵攻を続けウィンチェスターを占領した。ジャクソンはストラスバーグまで撤退した。バンクスは、マクレランの全体的な戦略の中で、さらに南へ進撃しジャクソンをバレーから追い出そうとした。これを成し遂げれば、撤退してワシントンにより近い所を守ることになっていた。3月17日にウィンチェスターからバンクス軍が南下を始め、ほぼ同じ時期にマクレラン軍は水陸両用部隊でバージニア半島への侵攻を始めた。
ジョンストンがジャクソンに与えた命令は、かなり勢力的に劣勢なので会戦を避けること、ただし、同時にバンクスの部隊を牽制して、半島を進むマクレラン軍を支援できないようにしておくことであった。バンクスは誤った情報を元にジャクソンがバレーを出て行ったと判断し、東に動いてワシントンの近くまで行った。ジャクソンは、バンクスがまさに避けたい方向に進んだために動揺していた。
1862年3月23日の第一次カーンズタウンの戦いで、北軍はジャクソンの動きを止めて反撃し、左側面を衝いて撤退させた。ジャクソンにとってはこの方面作戦で唯一の敗北だった。ジャクソンにとって戦術的な敗退であったが、南軍にとっては戦略的な勝利であった。リンカーン大統領はバンクス軍をバレーに、マクドウェルの30,000名の部隊はフレデリックスバーグに留まらせ、半島を侵攻するマクレラン軍に予定した勢力が50,000名少なくなったからであった。
ジャクソン軍は援軍が到着して17,000名になり、敵が部隊を併せて強力になるのを待つよりもバラバラになっている北軍を攻撃する決断をした。ジャクソン軍が敵に悟られないように間道を伝っているときに、5月8日マクドウェルの戦いで敵に襲われたが、激しい戦闘の後で撃退に成功した。バンクスはフレデリックスバーグにいるマクドウェルに援軍を送り、残りは8,000名となっていたので、ストラスバーグの守りやすい場所に移った。
5月21日、ジャクソンはニューマーケットから北東に軍を進めた。ジャクソン軍の行軍速度はこの方面作戦で独特の速さがあり、その歩兵隊は「ジャクソンの歩く騎兵」という渾名を貰った。ジャクソンは騎兵隊を真っ直ぐ北に向かわせて、バンクスにはストラスバーグの攻撃に向かっていると思わせようとしたが、実際の作戦はフロント・ロイヤルの小さな基地を叩き、ハーパーズ・フェリーでバンクスの通信線を素早く攻撃することだった。
5月23日、フロントロイヤルの戦いで、ジャクソン軍は1,000名の北軍守備隊を急襲し占拠した。このジャクソンの勝利で、ストラスバーグのバンクス隊は急遽ウィンチェスターまでの撤退を余儀なくされた。ジャクソンは追撃を試みたが、兵士達が疲れていたので北軍の補給物資隊からの略奪に留め、行軍速度をかなり遅らせることにした。5月25日、第一次ウィンチェスターの戦いで、バンクス軍は集結した南軍の攻撃を受け、徹底的に叩き潰された。バンクス隊は北へ向けて後退しポトマック川を渡った。ジャクソン軍は追撃したが不成功であった。
ワシントンでは、リンカーン大統領と陸軍長官のエドウィン・スタントンが、ジャクソン軍は単に北軍をリッチモンドから遠ざけているだけであるとしても、これを叩くのが優先課題だということで一致していた。リンカーン達はマクドウェルに20,000名の部隊をフロント・ロイヤルに送るよう、またフレモントにはハリソンバーグに移動するよう命令した。両軍がストラスバーグで落ち合えれば、ジャクソン軍の唯一の撤退路が塞がれることになる予定だった。この行動の直接の影響は、マクドウェルがマクレランと協働してリッチモンドを攻撃する計画を中止することだった。
6月2日、北軍の2隊がジャクソンを追撃した。ジャクソン軍は守備的な陣形を採って、6月8日のクロスキーズの戦いでフレモント軍を、翌9日のポートレパブリックの戦いでシールズ軍を打ち破ることが出来た。
北軍はバレーから撤退した。ジャクソンは半島のリー将軍の部隊に加わり、七日間の戦いを戦った（おそらくバレー方面作戦でのストレスのために、ジャクソンの行動はいつになく無気力なものであった）。ジャクソンはマクレラン軍が必要としていた50,000名以上の軍隊を動けなくして、任務を果たした。バレー方面作戦の成功で、ジャクソンは南軍でも最も世に知られた軍人になり（少なくともリーにその地位を奪われるまでは）、大衆の士気を上げた。急襲や機動作戦など古典的な軍事作戦で、48日間に646マイル (1,040 km)を行軍させ、約17,000名の部隊で総計では60,000名の敵を向こうに回し、5度の意義有る勝利を挙げた。

## 半島方面作戦 （1862年）
マクレランは1861年から1862年にかけての冬をその新しいポトマック軍の訓練に費やし、リンカーン大統領からの南軍に向けて進軍すべしという要求に応えようとした。リンカーンはジョンストン軍がワシントンから30マイル (50 km)しか離れていないセンタービルに駐屯していることを特に心配していた。マクレランはジョンストン軍の力を過大評価しており、対象を軍隊よりも南軍の首都リッチモンドに向けた。マクレランはラッパハノック川をアーバンナに進み、ジョンストン軍が遮る前に陸路リッチモンドに至るという提案をした。リンカーンは、陸路の進軍をすれば作戦が進行している間にワシントンを敵の攻撃から守ることになるので、陸路の方を好んだが、マクレランはバージニア州の道路の状態が耐え難いものであり、首都ワシントンには然るべき防衛措置を採ること、マクレランがリッチモンドに向かえばジョンストン軍もきっと追いかけてくると主張した。この作戦は首都ワシントンで3ヶ月も議論され、遂に3月初めにリンカーンが折れてマクレランの提案を承認した。しかし、3月9日にジョンストン軍がセンタービルからカルペパーまで後退し、マクレランのアーバンナ作戦を無効にした。マクレランは次にモンロー砦まで船で渡り、バージニア半島（ジェームズ川とヨーク川の間の細い帯状地）を進み、リッチモンドに至るという提案をした。リンカーンは躊躇いながらも承諾した。
マクレランは半島に向けて出発する前にポトマック軍をセンタービルに移動させ、「馴らし運転」させた。マクレランはそこで如何にジョンストン軍とその採っていた陣地が弱かったかが分かり、大きな批判を浴びることになった。3月11日、リンカーンはマクレランを総司令官の地位から外し、マクレランが向かう難しい作戦に集中できるようにした。リンカーン自身が、陸軍長官のスタントンと参謀士官の助力を得て、次の4ヶ月間陸軍の指揮を執った。ポトマック軍は3月17日にモンロー砦に向けて出港した。この出港のときは、新しく見つかった心配事があった。3月8日と9日に鉄製被覆船の最初の戦闘が起こった。CSSヴァージニアとUSSモニターがハンプトン・ローズ海戦を行ったが決着は付かなかった。陸軍についての心配事は、輸送船がその経路でこの新しい武器に直接攻撃される怖れだった。アメリカ海軍はジェームズ川であろうとヨーク川であろうとマクレランの作戦部隊を保護できないと言い出し、ヨークタウン付近での水陸両用作戦を諦め、4月4日に半島を陸路進むように命令した。4月5日、リンカーンがマクドウェル少将軍団にモンロー砦への移動を中止させたと知らされた。これは、マクレランが以前ワシントンに残すと言っていた軍隊の数をそのまま守らなかったこと、またジャクソンのバレー方面作戦が心配の種になったことから採られた処置だった。マクレランは、約束された資源無しに重要な作戦の指揮を強いられることについて声高く抗議したが、ともかくも先へ進んだ。

### 半島侵攻

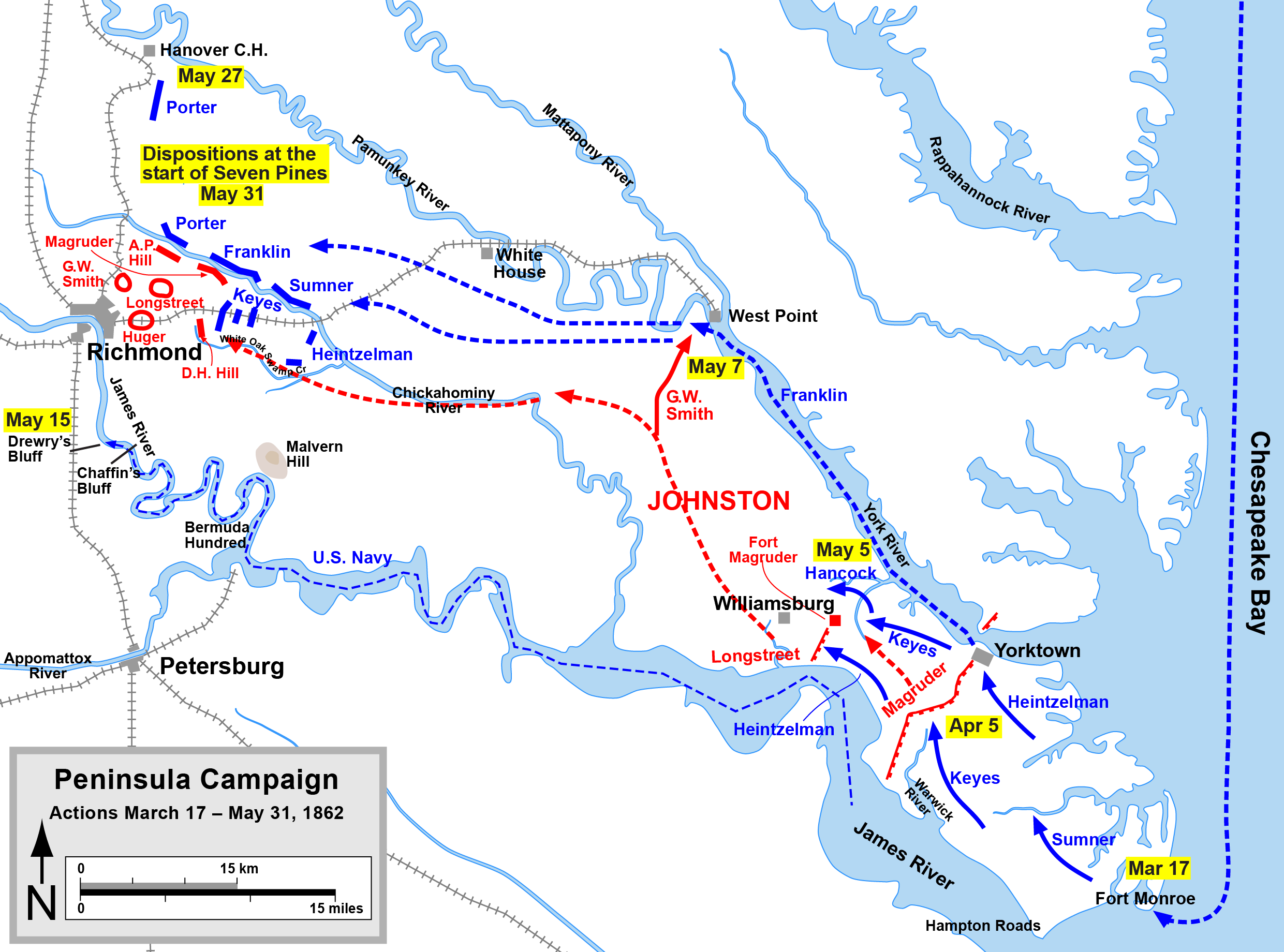
半島方面作戦、セブン・パインズまでの地図

北軍はヨークタウンまで進み、包囲戦の準備のために手間取った後で、マクレランが小競り合いであったヨークタウンの包囲戦で南軍を破った。この期間にハンプトン・ローズとノーフォークを占領した。北軍が撤退する南軍を追って半島を北西にリッチモンドに向かって侵攻する途中で、マグルーダー砦の近くで1日だけのウィリアムズバーグの戦いが起こったが決着は付かなかった。ウィリアムズバーグは植民地時代の古都であり、そこからは東に1マイル (1.6 km)しか離れていなかった。
5月の終りまでに、北軍はリッチモンドから数マイルの所まで前進したが、歩みは鈍かった。マクレランの作戦は大軍で包囲戦を行うことであり、そのための大量の装備や臼砲も運んできていた。天候が悪く道も整備されていなかったので、進行を遅らされていた。マクレランは生来慎重な性格であった。数の上で自軍の2倍もあると思われる敵を攻撃することに神経質になっていた。事実はマクレランの想像力と知性の働きで失敗した。勢力比は予想とはほとんど逆で北軍の方が優勢だった。南軍のジョンストン将軍は緩りと半島をリッチモンドに向かって後退する間に、偽装工作をしていた。特に戦前は素人俳優であったジョン・マグルーダー指揮下の師団は、少数の部隊が何回も同じ場所をこれ見よがしに行軍することで軍勢を多く見せ、マクレランを欺いていた。
北軍がリッチモンド外郭防御線の方に動いたとき、チカホミニー川で分断されて、前線に沿って引くも進むも儘ならないようになった。5月31日から6月1日にかけてセブンパインズの戦い（フェア・オークスの戦いとも呼ばれる）が起こり、南軍が川の南にいた北軍の小部隊を攻撃した。この戦闘は戦術的には決着が付いていないが、戦略的には2つの効果があった。1つは、ジョンストンが戦闘中に負傷し、より攻撃的な性格のリー将軍に交代したことであった。リーは北バージニア軍を率いその後の戦闘で多くの戦勝をあげた。2つ目は、マクレランが攻撃的な姿勢を捨てて包囲戦を布くことを選んだことであり、リンカーンに要請した援軍が到着するのを待つことにした。マクレランは戦略的な機運を取り戻すことがなかった。
リーはリッチモンドの防御を固めて一月余もマクレランの進行を止めた。ジェームズ川の南岸では南のピーターズバーグまで防御線を布いた。新しい防御線の長さは約30マイル (50 km)にも及んだ。リーは防御線を構築し次の攻撃を準備する時間を稼ぐために、小部隊の数をより大きく見せる作戦を繰り返した。マクレランは、6月13日から15日に南軍のJ・E・B・スチュアート准将が北軍の周りを騎兵で大胆に（他の場合なら意味がない）乗り回す動きで自信を失いかけていた。

### 七日間の戦い
|  |  |  |

リーが攻撃に転じて7日間に及ぶ戦いを仕掛け、マクレランをジェームズ川沿いで安全だが脅威も無くなる場所まで押し戻した。
七日間の戦いの最初の会戦は6月26日、メカニックスビルあるいはビーバーダム・クリークの戦いであった。リーはマクレランの陣地がチカホミニー川を跨いでいるのを見て取り、細かく分析して勝てると思った。リーは北岸にいるマクレラン軍の右翼を攻撃し、反撃されて大きな損失を蒙った。戦術的には北軍の勝利だったが、戦略的には壊走のはじまりであった。マクレランは南東に後退した。
6月27日、リーはゲインズミルの戦いで攻撃を続けた。これは南軍としては南北戦争の中でも最大規模の攻撃になった（1864年のコールド・ハーバーの戦いでもほぼ同じ場所で戦闘があり、損失も同じくらいであった）。攻撃側の連携がうまく行かず、北軍は終日持ち堪えたが、最終的にリー軍が戦機を掴みマクレラン軍を再度後退させた。マクレラン軍はジェームズ川沿いのハリソンズ・ランディングで基地を確保する方向に動いた。
6月30日のグレンデイルの戦いでは流血戦となり、南軍は3個師団が集結してホワイト・オーク・スワンプに撤退する北軍を追った。そこはフレイザーの農園近くであり、戦いの別名はフレイザー農園の戦いとなっている。このときはストーンウォール・ジャクソンが無気力な動きを示したために、リー軍は北軍がジェームズ川に行き着く前に分断する最後の機会を捉えそこなった。
七日間の最後の戦闘は7月1日のマルバーンヒルの戦いであり、南軍が向こう見ずな攻撃を繰り返し、北軍は巧みな大砲の配置で堅固に守った。この徒労に終わった戦いでリー軍の損失は5,000名に達した。
七日間の戦いで半島方面作戦は終わった。マクレランは北軍の砲艦の保護が可能なジェームズ川まで無事に撤退した。ポトマック軍は8月までそこに留まり、リンカーンの命令で第二次ブルランの戦いに備えるために撤退した。マクレランはポトマック軍の指揮官に留まったものの、リンカーンは7月11日に以前マクレランが勤めていた総司令官の地位にヘンリー・ハレック少将を指名することで、その不快を示した。
両軍の損失は大きかった。リーの北部バージニア軍は七日間の戦いに投入した9万名以上の戦力のうち、およそ2万名の損失を蒙り、マクレラン軍は105,445名のうち、ほぼ16,000名の損失となった。
半島での緒戦の勝利で戦争を早く終わらせられると言われていたが、北軍の士気はマクレランの撤退で崩壊した。大きな損失とリーの気の利かない戦術行動にも拘らず、南軍の士気は急上昇し、リーにとっては北バージニアおよびメリーランド方面作戦でその攻撃的な戦略を続ける励みとなった。

## 北バージニアおよびメリーランド方面作戦 （1862年）
リーは半島でマクレラン軍に対して成功した後で、ほとんど攻撃的な作戦を展開し続ける2つの方面作戦を始めた。リッチモンドを脅かしていた北軍を打ち破り、北へ進軍してメリーランド州に入った。

### バージニア軍
リンカーン大統領はマクレランの失敗に反応して新しく結成されたバージニア軍の指揮官にはジョン・ポープを指名した。ポープは西部戦線で幾つかの成功を収めており、リンカーンはマクレランよりも好戦的な将軍を求めた。バージニア軍は3軍団で総計5万名以上の勢力だった。マクレランのポトマック軍のうち3軍団は後に戦闘の際に付け加えられた。2個歩兵軍団に2個騎兵連隊が付けられたが、中央の管制が及ばないようになり、作戦実行段階ではマイナスの効果しかなかった。
ポープの任務は2つの目標を果たすことだった。ワシントンとシェナンドー渓谷を守ること、および南軍をマクレラン軍から引き離し、ゴードンスビルの方向におびき寄せることだった。ポープは後者の任務を果たすために騎兵隊を派遣してゴードンスビル、シャーロッツビルおよびリンチバーグを結ぶ鉄道を破壊させようとした。その騎兵隊の出発が送れ、ストーンウォール・ジャクソンが14,000名の部隊でゴードンスビルを占領しているのを発見した。
リーはマクレランが半島においてそうであったような脅威ではなくなったと認識し、リッチモンドに直接防衛軍を置いておく必要性を感じなかった。このことで、ジャクソンをゴードンスビルに移して、ポープ軍を食い止め鉄道を守ろうと考えた。リーはもっと大きな作戦があった。北軍はポープ軍とマクレラン軍に分かれており、その連携も取れていないと見えたので、マクレランに注意を向ける前にまずポープ軍を潰そうと考えた。ノースカロライナのアンブローズ・バーンサイドの軍隊がポープの援軍のために船で向かっていると思われたので、それが到着する前に即座の行動をとることを望み、A・P・ヒル少将に12,000名の部隊を付けてジャクソン軍に合流させ、一方でマクレランの気を逸らせて動けないようにしていた。
7月29日、ポープは幾つかの部隊をシーダー山の近くに陣取らせ、そこからゴードンスビルを襲わせようとした。ジャクソンは8月7日にカルペパーまで前進し、ポープ軍の残りが集結する前にポープの1個軍団への攻撃を望んだ。8月9日、ナサニエル・バンクスの軍団がシーダー山の戦いでジャクソン軍を攻撃し、初期の優勢を勝ち得た。南軍もヒル軍が反撃してバンクス軍をシーダー・クリークを越えて撤退させた。この時までにジャクソンは、ポープの軍団が集結しており、各個撃破しようというジャクソンの作戦が難しくなっていることを理解した。ジャクソンは8月12日までそこに留まり、ゴードンスビルに引き返した。
8月13日、リーはジェイムズ・ロングストリート少将の軍をジャクソン軍の援軍に送り、翌日さらに2個旅団を残して他の全部隊を派遣した。このとき、マクレラン軍が半島を去ったことを確認できていた。リー自身は8月15日にゴードンスビルに到着し指揮を執った。リーの作戦はマクレラン軍が応援に駆けつける前にポープの軍を破ることであり、ポープ軍の後方の橋を落としておいてポープ軍の左翼と後方から攻撃を掛けようというものだった。ポープ軍はラッパハノック川の線まで後退した。ポープは北軍の騎兵による襲撃で南軍の命令書の写しを奪っており、リーの作戦に気付いていた。
8月22日から25日にかけて小競り合いが続き、ポープ軍は川沿いに釘付けになっていた。8月25日までにポトマック軍のうち3個軍団が半島から駆けつけてポープ軍を補強していた。リーは敵が増強され勢力的に劣勢になった状況に対し、新しい作戦としてジャクソンとスチュアートに全軍の半分を任せてポープ軍の側面に迂回させ、その通信線であるオレンジ・アンド・アレクサンドリア鉄道を襲わせようとした。ポープ軍は後退を強いられ、移動中弱くなったところを叩けるというものだった。
8月26日の夕方、ジャクソン軍はポープ軍の右翼を迂回し、ブリストー駅で鉄道を破壊してさらに進軍し、8月27日の払暁にマナサス分岐点にあった北軍の大量の軍需物資を捕獲して破壊した。この急襲によって、ポープ軍はラッパハノック川に沿って急速に撤退させられることになった。8月27日から28日に掛けての夜、ジャクソンは第一次ブル・ランの戦場まで進軍し、そこでまだ工事の終わっていない鉄道路盤の背後に陣を布いた。ロングストリートの部隊はサラフェア・ギャップを通ってジャクソン軍に合流し、リー軍の2つの翼となった。

### 第二次ブルランの戦い
ジャクソンはポープ軍を戦いに引き込むために8月28日に自隊の前を通り過ぎようとした北軍の1隊に攻撃を命じ、第二次ブルランの戦いの幕が切って落とされた。この戦いは北バージニア方面作戦の行方を決するものになった。戦闘は数時間続き、手詰まり状態になった。ポープはジャクソン軍が罠に嵌ったと考えるようになり、全勢力を集中させてジャクソン軍に対抗した。8月29日、ポープは未完成の鉄道路盤に沿ったジャクソンの陣地に数回の特攻をさせた。その攻撃は両軍ともに大きな損失を蒙ったうえで撃退された。正午、ロングストリート軍が戦場に到着し、ジャクソンの右翼に着いた。8月30日、ポープは再度攻撃を掛けさせたが、ロングストリート軍の到着を知らないように見えた。南軍の大砲攻撃が集中して北軍の攻撃部隊を壊滅させ、ロングストリートの右翼軍28,000名が一斉攻撃をかけた。これは南北戦争でも最大の同時大量攻撃だと言われている。北軍の左翼が潰されブルランまで後退した。北軍の後詰部隊の行動で第一次ブルランの戦いのときのような惨事は避けられた。それでもポープ軍のセンタービルへ向けた撤退は大慌てだった。翌日、リーは追撃を命じた。
ジャクソンは大きく側面を回りこんで北軍の退路を断とうとした。9月1日、ジャクソンは1個師団を送ってシャンティリーの戦いで北軍の2個師団と戦わせた。南軍の攻撃は激しい嵐の間の戦闘で止められた。ポープは自軍がまだ危険な状態にあることを認識し、ワシントンまでの後退を命じた。

### メリーランドへの侵攻

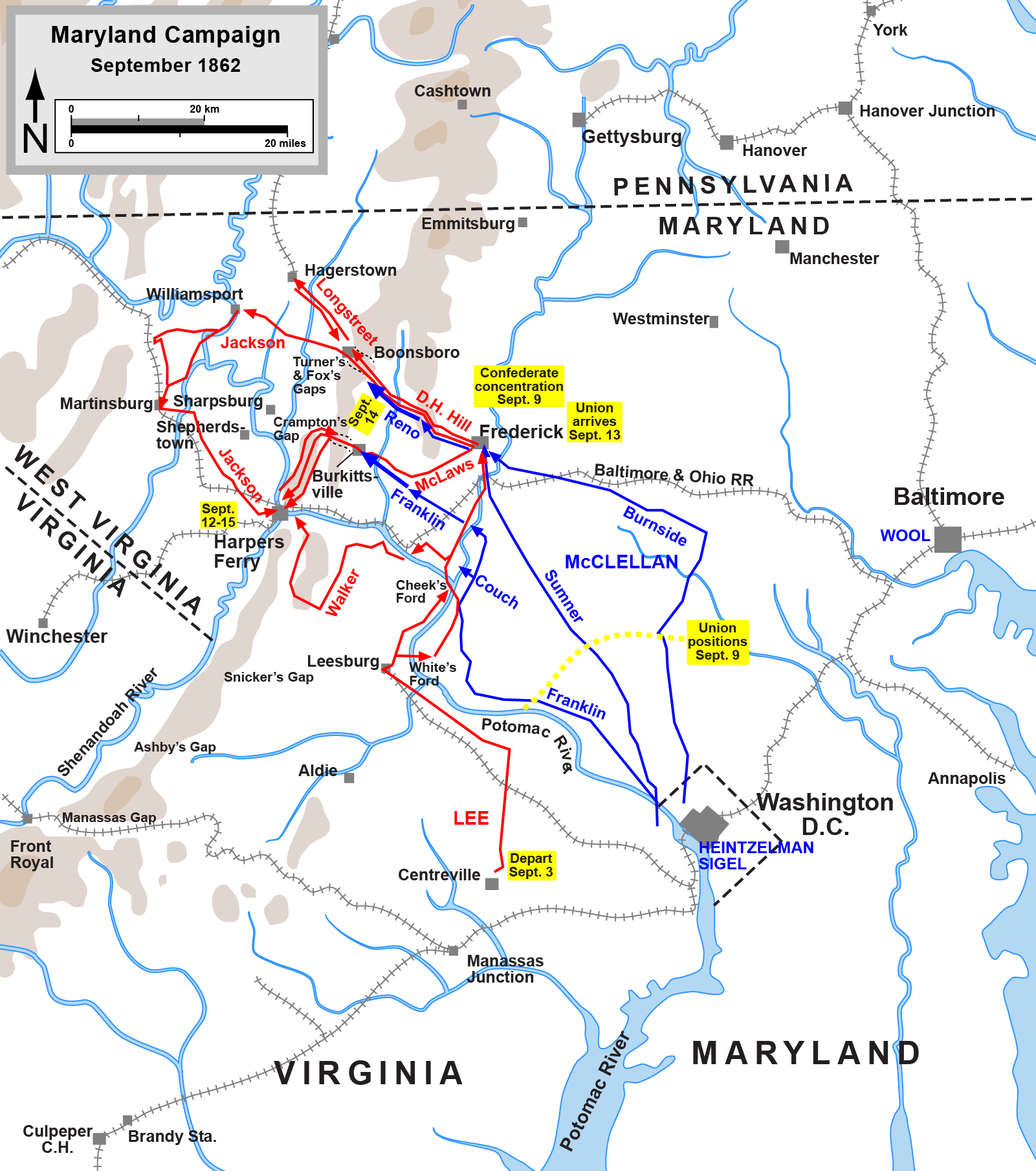
メリーランド方面作戦、9月3日 - 9月15日, 1862年.

リーは、この春から夏にかけて自軍の損失は大きかったものの、次の大きな挑戦である北部への侵略の準備が出来ていると判断した。その目標は北部の主要州であるメリーランド州とペンシルベニア州に侵攻し、ワシントンの補給線であるボルチモア・アンド・オハイオ鉄道を遮断することであった。リーは自軍への補給が必要であり、バージニアとは異なり北部の農場は戦争の影響を受けていないことを知っていた。また北部の士気を衰えさせることを望み、侵略軍が北部の中で大混乱を起こせば、特に奴隷を保持する州であるメリーランド州での内乱を招く可能性があるので、リンカーンは停戦の交渉に出てくると考えていた。
北バージニア軍はポトマック川を越えて、9月7日にメリーランド州のフレデリックに到着した。リーの具体的な目標はハリスバーグに向けて進軍し、北東部の東西を結ぶ鉄道を遮断して、続いてフィラデルフィアのような東部の主要都市に対する作戦行動を行うと考えられた。侵略の報せは北部でパニックを引き起こし、リンカーンは迅速な対応を取る必要性に迫られた。マクレランは半島から帰還して以来軍事拘留所に入っていたが、ワシントン周辺の全軍の指揮に復帰させリー軍への対処を命じた。
リーは自軍を2つに分けた。ロングストリートをヘイガーズタウンに派遣し、一方、ジャクソンにはハーパーズ・フェリーにある北軍の武器庫の奪取を命じた。それはシェナンドー渓谷を通じてのリーの補給戦を確保する意味もあった。ハーパーズ・フェリーは実質的に防御のしにくい魅力のある標的だった。マクレランはワシントンに対し、ハーパーズ・フェリーを明け渡してその守備兵を自軍に吸収する要請をおこなったが、それは拒絶された。ハーパーズ・フェリーの戦いでジャクソンは町を見下ろす高台に大砲を据え付け、9月15日に12,000名以上の守備隊を降伏させた。ジャクソンは町の占領にはヒルの師団を残し、自軍の大半を引き連れてリーの本体に合流した。
マクレランはその87,000名の軍隊を連れてワシントンを出たが、進軍は鈍く、9月13日にフレデリックに到着した。そこで2人の兵士がリー軍の詳細な作戦計画の写し、将軍命令書第191号が3本の葉巻を包んでおき忘れられているのを発見した。その命令書はリーが軍を分けて地理的に分散した位置に置くことや、それぞれの攻撃目標を孤立させて打ち破ることを詳細に示していた。マクレランは18時間待ってこの情報を利用することに決めたが、その遅れがチャンスを失わせることになった。その夜、ポトマック軍はサウス山に向けて移動した。そこには北部バージニア軍の一部が山を抜ける道を守って待ち構えていた。9月14日のサウス山の戦いで、南軍の防衛隊は数に勝る北軍に蹴散らされ、マクレランはリー軍が集結する前に撃破できる位置に達した。

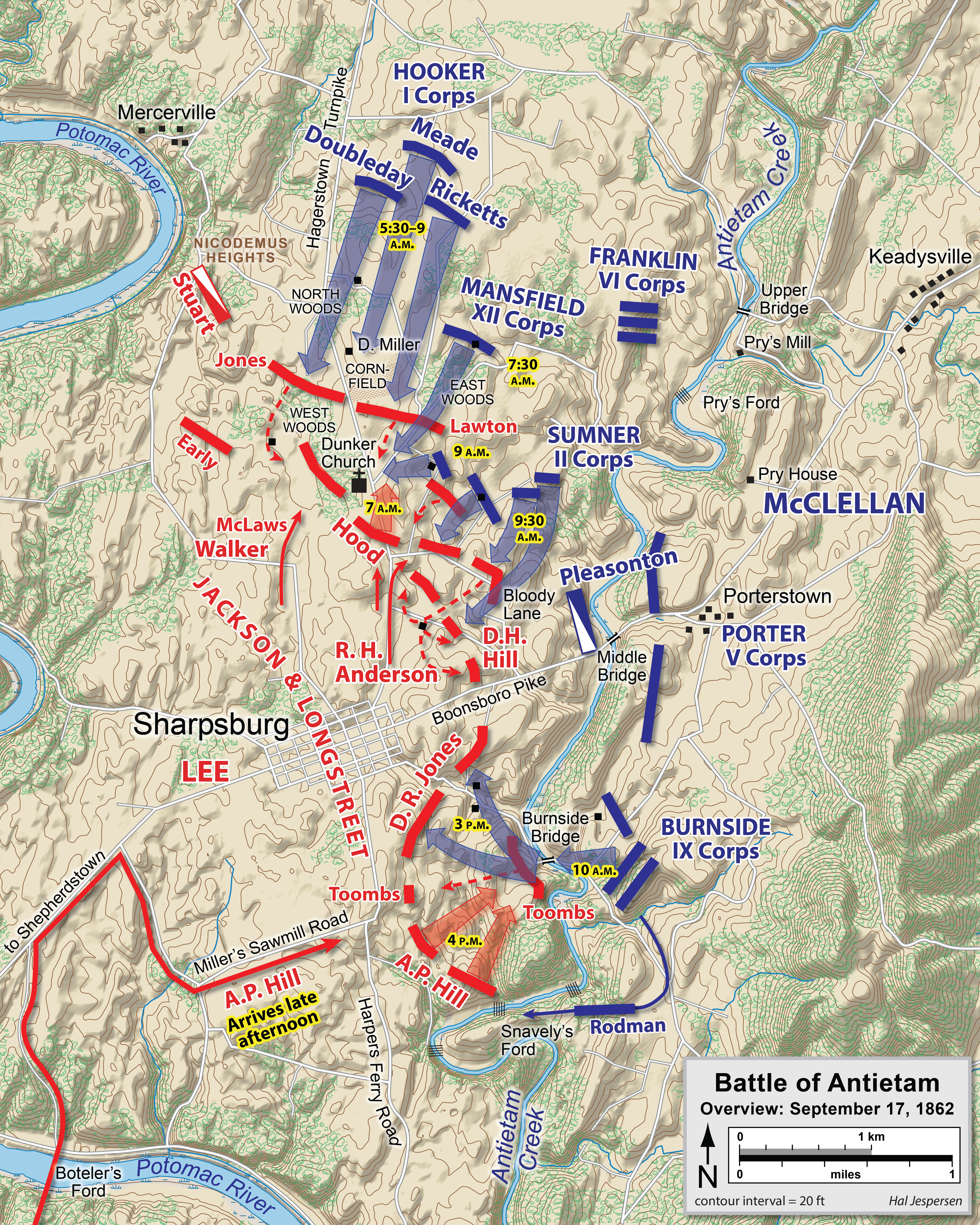
アンティータムの戦い

リーはマクレランの性格とは思えない攻勢を見て、さらに南軍の同調者から彼の作戦計画が漏れたことを知り、夢中になって軍隊の集結のために動いた。リーは侵略を諦めてバージニアに戻ることを選ばなかった。これはジャクソンによるハーパーズ・フェリーの奪取が終わっていなかったからである。その替わりにシャープスバーグで敵と対峙することを決めた。

### アンティータム
9月16日、マクレランはシャープスバーグの近くでアンティータム・クリークの西側に戦列を布いて守っているリー軍と対峙した。9月17日の明け方にアンティータムの戦いが始まり、ジョセフ・フッカー少将の軍団がリー軍の左翼に力強い攻撃を仕掛けた。攻撃側も反撃する側もダンカー教会の近くのミラー・コーンフィールドや森を駆け回った。北軍は窪んだ道路（「血の道」）に攻撃を掛け、最終的に南軍の中央を突き破ったが、その攻勢も続かなかった。
午後になって、バーンサイドの軍団がアンティータム・クリークに架かる石橋を渡って南軍の右翼に回り込んだ。その重要なときに、ヒルの師団がハーパーズ・フェリーから駆けつけ反撃して、バーンサイドの部隊を追い出し、リー軍を崩壊から救った。勢力的には2対1で北軍が勝っており、リー軍は全軍を投入し、マクレランはその4分の3に欠けるぐらいを使っていた。このことでリーは旅団を動かして北軍のそれぞれの攻撃に集中させることができた。この時の損失は23,000名にも上り、アメリカの歴史の中でも最も流血の多い一日となった。リーは疲れ果てた北バージニア軍にポトマック川を越えてシェナンドー渓谷まで引き返すよう命じた。アンティータムの戦いは戦術的には北軍の小さな勝利だったが、戦略的には北軍の重要な勝利と考えられている。リーのメリーランドを侵すという戦略的攻勢は敗れた。そしてさらに重要なことは、リンカーン大統領がこの機会を捉えて奴隷解放宣言を発したことであり、その後は南軍に肩入れしていたヨーロッパ列強の干渉がはっきりと消えていったことであった。

## フレデリックスバーグおよびチャンセラーズヴィル （1862年-1863年）
1862年11月7日、リンカーン大統領は、マクレランがシャープスバーグから撤退するリー軍を追撃しなかったことを理由に解任した。アンブローズ・バーンサイドがアンティータムでの軍団の指揮者としてその平凡な戦果にも拘らず、ポトマック軍団の指揮官に任命された。リンカーンは今一度、その将軍達にできるだけ早く攻撃を仕掛けるよう圧力を掛けた。バーンサイドがその任務を与えられ、直接南のリッチモンドに向けて進む作戦を立てた。バーンサイドはラッパハノック川をフレデリックスバーグで渡り、南軍とその首都の間に行くことで、リー軍の側面を衝くことを期待した。しかし、管理上の難しさがあったために、船橋を架けるための平底船が時間通りに到着することができず、またバーンサイド軍はフレデリックスバーグから軍が川を渡りきるまで待たねばならず、その間にリー軍が町の背後の高台の上に防衛線を構築する時間を与えてしまった。バーンサイドは諦めるでもなく、また他の方法を探すでもなく川を渡り、12月13日にリー軍の左翼にあたるメアリーズハイツに大規模な正面攻撃を掛けた。その攻撃を右翼に向けておれば成功した可能性があったが、そうはせずに防御を固めた高台に無益な波状攻撃を掛けた。北軍はその日に12,000名を失った。南軍の損失はかなり少なかった。
この敗北とワシントンでの当惑にも拘らず、バーンサイドはまだ指揮を外されなかった。フレデリックスバーグの南への攻撃作戦を立て直したが、1863年1月に不名誉な泥の行進というミスに繋がってしまった。この後、バーンサイドの部下の将軍達が徒党を組んでワシントンの政府に陳情し、バーンサイドは軍隊を指揮することができないと伝えた。この将軍達の一人がジョセフ・フッカーであり、1月26日にポトマック軍の指揮官に指名された。フッカーは以前の作戦で軍団の指揮官として秀でた戦果を挙げており、その冬の残りの期間は軍隊の再組織化と補給を行い、特に兵士の健康と士気に注意を払った。フッカーは自分の攻撃的な性格を知っており、リー軍に対する春の作戦計画を緻密に練った。

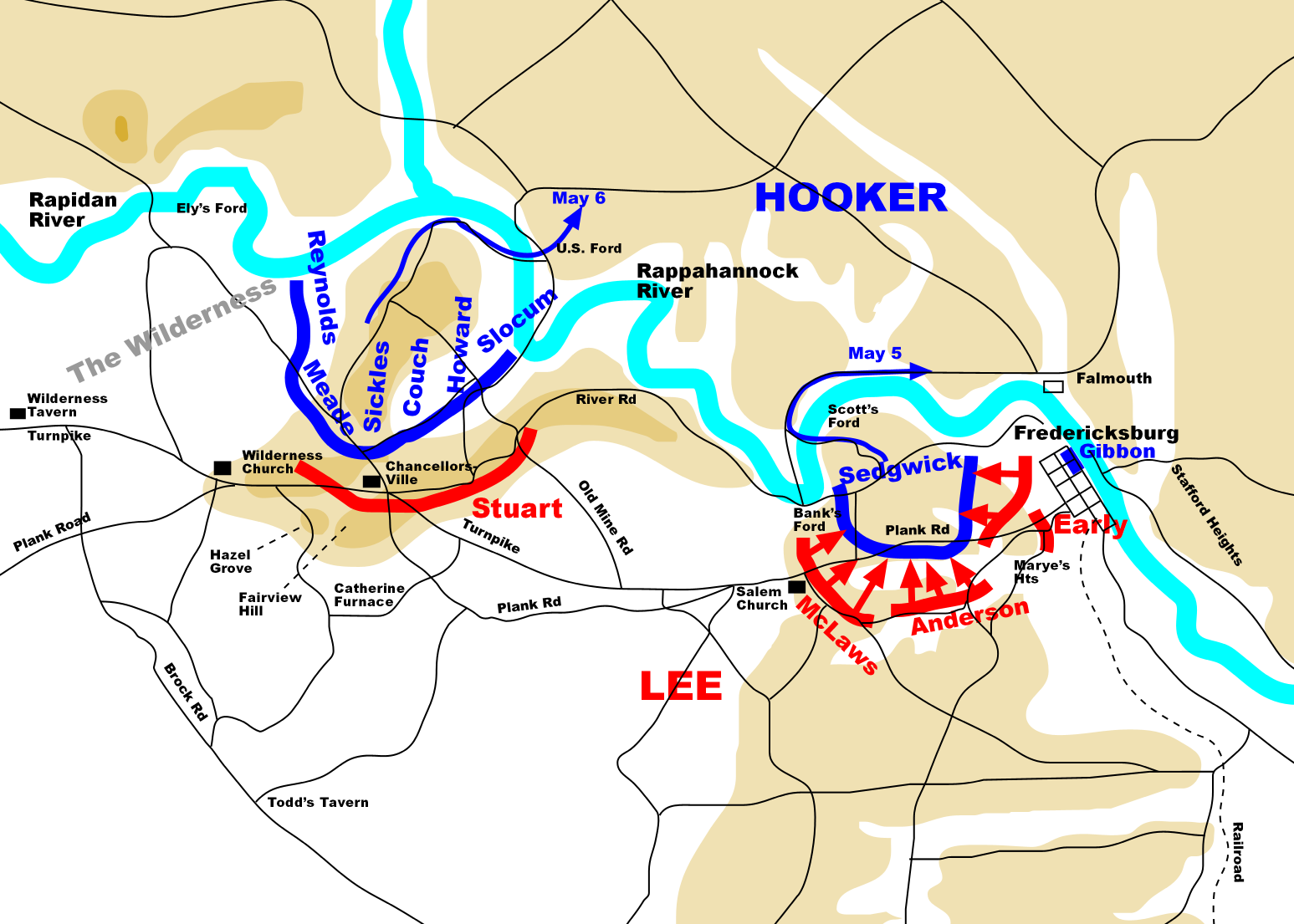
チャンセラーズヴィル5月4日

両軍は以前のフレデリックスバーグの戦いと同じ配置に付いた。フッカーはジョージ・ストーンマン配下の騎兵隊を南軍の後方に送ってその補給戦を混乱させようと考えた。1つの軍団がリー軍の注意をフレデリックスバーグに引き付けている間に、他の軍団が抜け出して密かに回り込みリー軍の背後から大群で押し包んで捕まえてしまおうというものだった。リー軍はロングストリート中将の軍団をバージニア南部へ食糧調達に派遣しており、勢力的に57,000名対97,000名と劣勢であった。
作戦は当初うまくいき、ポトマック軍の大部隊がラピダン川を渡って5月1日には配置に付いた。しかし、敵との小さな初期接触の後で、フッカーは自信を失い始め、作戦通り北部バージニア軍の背後を撃つよりも、チャンセラーズヴィルの防衛的な拠点に引く方を選んだ。5月2日、リーは戦争の中でも最も大胆な操軍を行った。自軍をフッカー軍の攻撃に備えて両翼に分けていたのだが、さらに兵力を割いてストーンウォール・ジャクソンに2万名の兵士を与え、フッカー軍の防備が薄い右翼に大きく回りこませた。ジャクソンの軍団はほとんど完璧な急襲を掛け、北軍のオリバー・ハワード少将の指揮する第11軍団を壊滅させた。ジャクソンはこの成功に続いて自軍の前線を偵察している時に友軍の銃火で瀕死の重傷を負った。
5月3日にリーがチャンセラーズヴィルの防衛線に繰り返し攻撃を掛けて損失を出している間に北軍のジョン・セジウィック少将指揮下の第6軍団がアンブローズ・バーンサイドがどうしても果たせなかったフレデリックスバーグのメアリーズハイツの軍勢を攻撃して成功した。この軍団が西方に移動し再度リー軍の後方を脅かした。リー軍はポトマック軍の両翼をあしらいながら怯んでしまったフッカーに防衛的な姿勢を取らせ、セジウィックの不確かな接近には1個師団を派遣した。5月7日までにフッカーは全部隊をラッパハノック川の北に撤退させた。リーにとって13,000名すなわち全軍の25%を失うという高価な勝利になった。フッカーの方は17,000名を失ったが比率としては小さかった。

## ゲティスバーグと秋の操軍 （1863年）

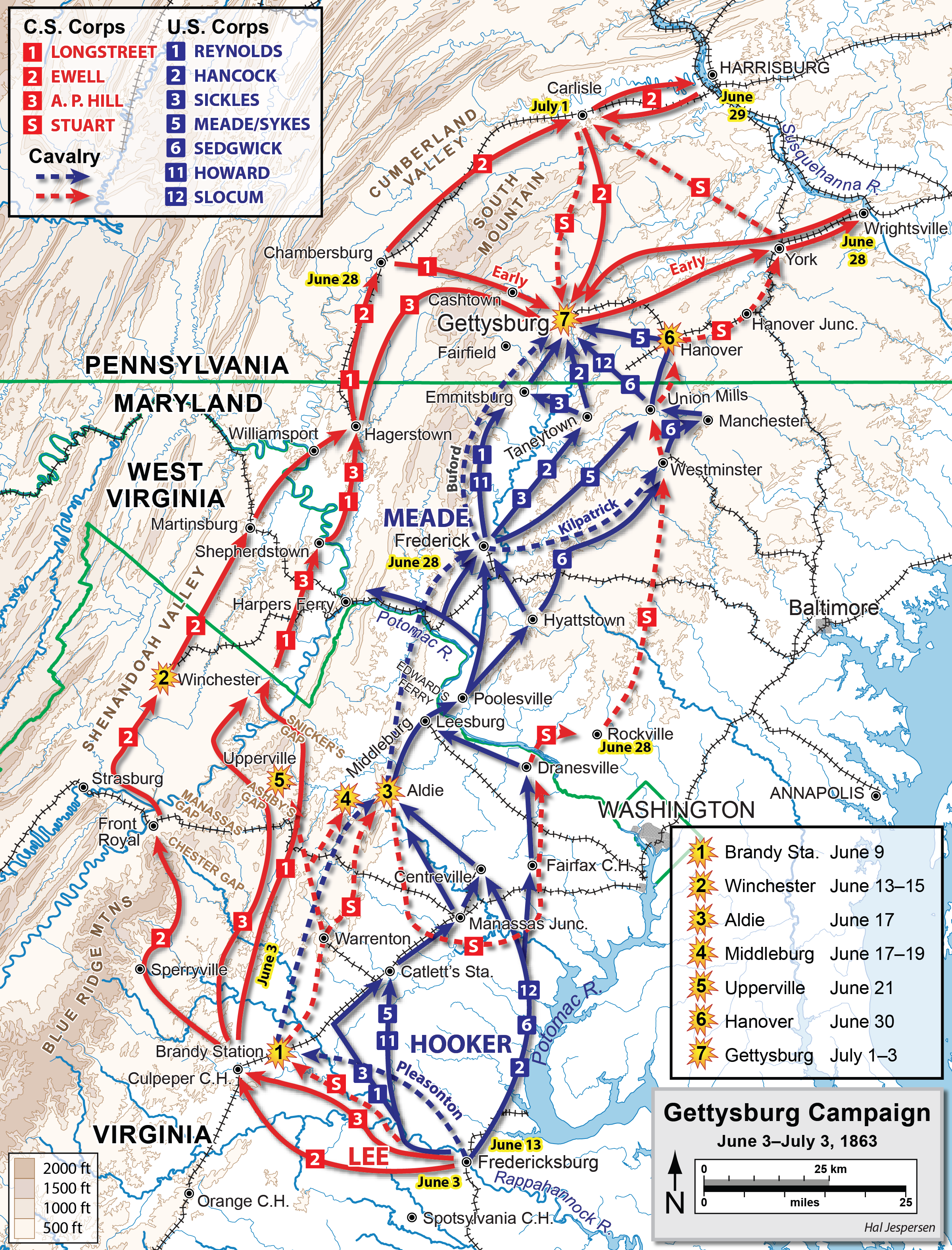
ゲティスバーグ方面作戦(7月3日まで);点線は騎兵隊の動き

1863年6月、リーはチャンセラーズヴィルでの勝利につけこもうと考え1862年の戦略を繰り返して、今一度北部への侵略を進めることにした。このために軍隊を補充し、ヴァージニアの農夫には戦争の無い期間を与え、北部のハリスバーグやフィラデルフィアあるいはボルチモアといった重要な都市を落とすことで北部文民の士気を脅かそうとした。アメリカ連合国政府は渋々ながらリーの戦略に承認をあたえた。というのもミシシッピ州ビックスバーグの川の要塞がユリシーズ・グラントのビックスバーグ方面作戦で脅かされており、ジェファーソン・デイヴィス大統領はその成り行きを心配していたからであった。ジャクソンの戦死を受けて、リーは北バージニア軍を3軍団に編成し、それぞれロングストリート中将、リチャード・イーウェル中将およびヒル中将に預けた。
リーはフレデリックスバーグから北西に進軍を始め、シェナンドー渓谷に進んだ。そこではブルーリッジ山脈がリー軍の北への動きを隠していた。ジョセフ・フッカーはまだポトマック軍の指揮を執っており、リー軍を見つけるために騎兵隊を放った。6月9日、ブランディ・ステーションの戦いが起こり、騎兵が大部分を占める戦いとしては最大規模のものとなったが、決着は付かなかった。フッカーは全軍で追跡を開始したが、6月28日、リンカーン大統領はとうとう忍耐できなくなり、フッカーを解任してその後釜に第5軍団の指揮官ジョージ・ミード少将を据えた。
リーは北軍が前と同じくらい機敏に動いているのを見て驚かされた。リー軍がポトマック川を渡ってフレデリックに入った時、南軍はペンシルベニア州にかなり広く広がっていた。イーウェル軍はハリスバーグからサスケハナ川を渡って進み、ロングストリート軍はチェンバースバーグの山の背後に回った。ジェブ・スチュアートの騎兵隊が北軍の東側側面を広範囲に荒らしまわり、柄にもなく本部には寄って来なかったので、リーは敵の位置や意図を掴めないままでいた。リーはメリーランド方面作戦の時と同様に、個別に撃破される前に全軍を集結させねばならないと考えた。リーは全軍にゲティスバーグの近辺に移動するよう命令を出した。

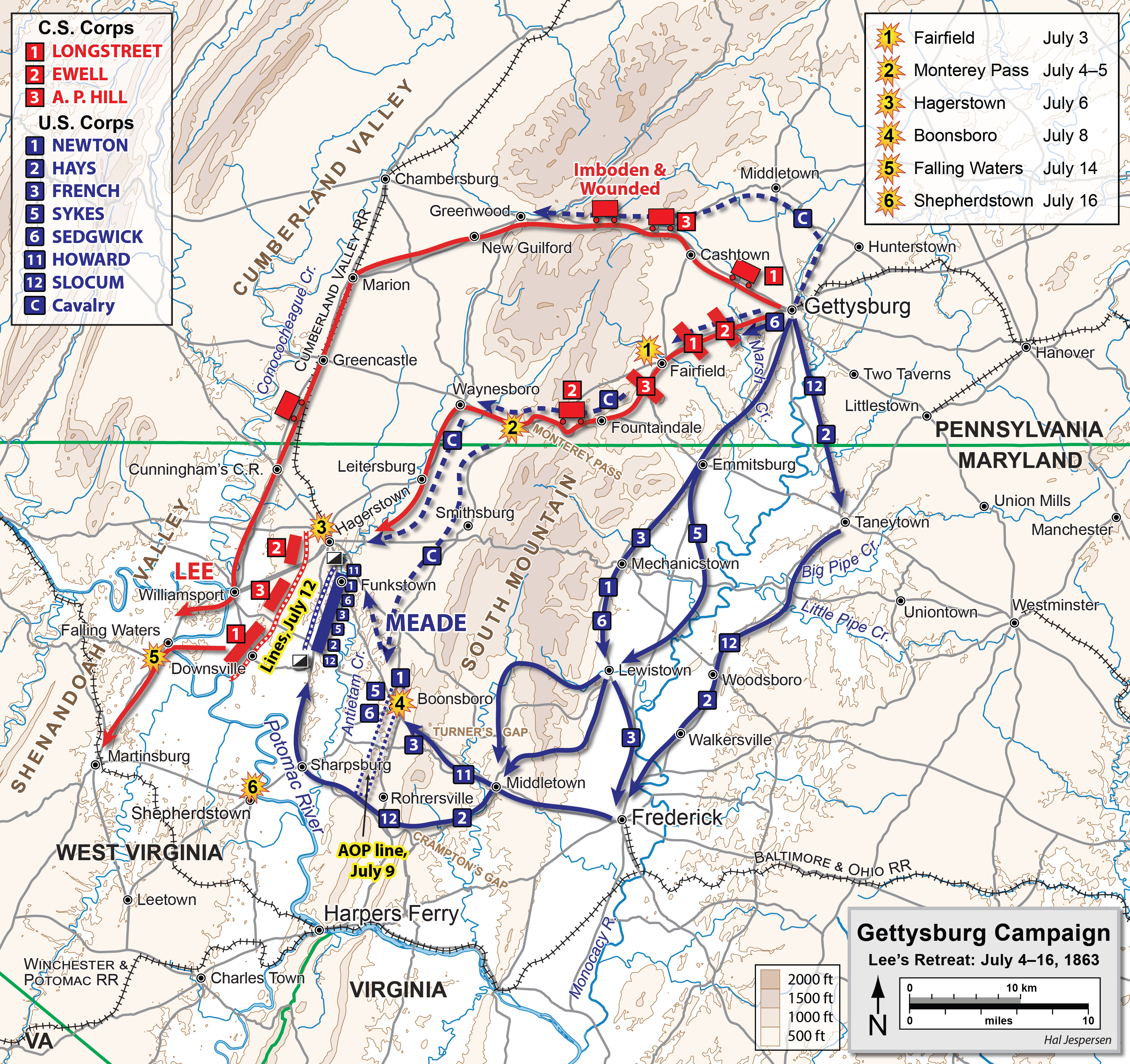
ゲティスバーグ方面作戦(7月5日 - 7月14日)

ゲティスバーグの戦いは南北戦争の転回点と考えられることが多い。ミードは16万名の大軍を動員して3日かけてリー軍を破り、51,000名の損失を蒙った。7月1日の朝に会戦形式で始まり、南軍のヘンリー・ヒースの師団に属する数個旅団がビュフォードの騎兵隊と衝突し、続いてジョン・F・レイノルズの第1軍団に当たった。北軍の第11軍団が応援に到着すると、第1軍団ともども北から到着したイーウェルとヒルの軍団に叩かれ、町を抜けて撤退させられ、町の南の高台に防衛陣地を布いた。7月2日、リーはミード軍の両翼に繰り返し大規模攻撃を掛けた。リトル・ラウンドトップ、デビルズデン、ホィートフィールド、ピーチオーチャード、東セメタリーヒルおよびカルプスヒルで激しい戦いが行われた。ミードはその防衛隊を内側の戦列に移動させることができ、南軍の前進を食い止めることができた。7月3日、リーは北軍の中央にピケットの突撃を掛けさせ、3個師団の大半を死なせてしまった。この時までにスチュアートが戻り、北軍の後部に進もうとして主戦場の東で騎兵同士の決戦を挑んだが決着は付かなかった。両軍共に7月4日はその陣地に留まり（同じ日にビックスバーグの戦いは北軍の圧倒的勝利で終わっていた）、リーはポトマック川を渡ってバージニアに戻る決断をした。
ミードによるリー軍の追撃は恐る恐るのものであり、成果は無かった。リンカーンたちはゲティスバーグの後始末をうまくやっていれば戦争を終わらせることが出来たと信じたので、ミードを厳しく非難した。ミードが行ったその年の秋の2つの攻撃作戦、ブリストー方面作戦とマイン・ランの戦いは大した戦果を得られなかった。どちらの場合もリーは繰り返しミード軍を撃退した。ミードは正面衝突による損失を出すことを躊躇った。

## グラント対リー （1864年-1865年）
1864年3月、ユリシーズ・グラントは中将に昇進し北軍全体の指揮を任せられた。グラントは多方面から南軍に圧力をかける協調戦略を考案したが、これは開戦当初からリンカーンが将軍達に急かしていたことに似ていた。グラントは西部戦線の全軍指揮をウィリアム・シャーマン少将に委ね、自分は東部に移動して作戦本部をバージニアのポトマック軍（指揮官はミードのままであった）に置き、そこから軍隊を動かしてリー軍との決戦に臨む考えであった。グラントの目標の2つ目はリッチモンドを占領することであったが、リー軍を倒せばリッチモンドは自動的に手に入るものと考えていた。その協調戦略では、グラントとミードが北からリー軍を攻め、ベンジャミン・バトラーは南東からリッチモンドに迫る、フランツ・シーゲルはシェナンドー渓谷を支配する、シャーマンはジョージア州に侵攻しジョンストン軍を破ってアトランタを占領する、ジョージ・クルークとウィリアム・アバレルはウエストバージニアの鉄道補給戦に対して作戦を展開する、ナサニエル・バンクスはアラバマ州モービルを占領する、というものであった。
これらの戦略の大半は失敗した。というのもグラントに付けられた将軍達は軍事的な理由というよりも政治的な色彩が強かったからである。バトラーのジェームズ軍はバミューダ・ハンドレッド方面作戦を進めたが、劣勢なボーリガード軍に対してリッチモンドを目前に泥沼化してしまった。シーゲルは5月のニューマーケットの戦いで完璧に敗れた。シーゲルは6月にもハーパーズ・フェリーでジュバル・アーリー軍と戦ったが、その後直ぐに「攻撃性の欠如」を理由にデイビッド・ハンターに挿げ替えられてしまった。バンクスはレッド川方面作戦に気を取られモービルに向かうことができなかった。しかし、クルークとアバレルはバージニアとテネシーを結ぶ最後の鉄道を遮断し、シャーマンのアトランタ方面作戦は秋まで引き摺ったものの成功した。

## オーバーランド方面作戦

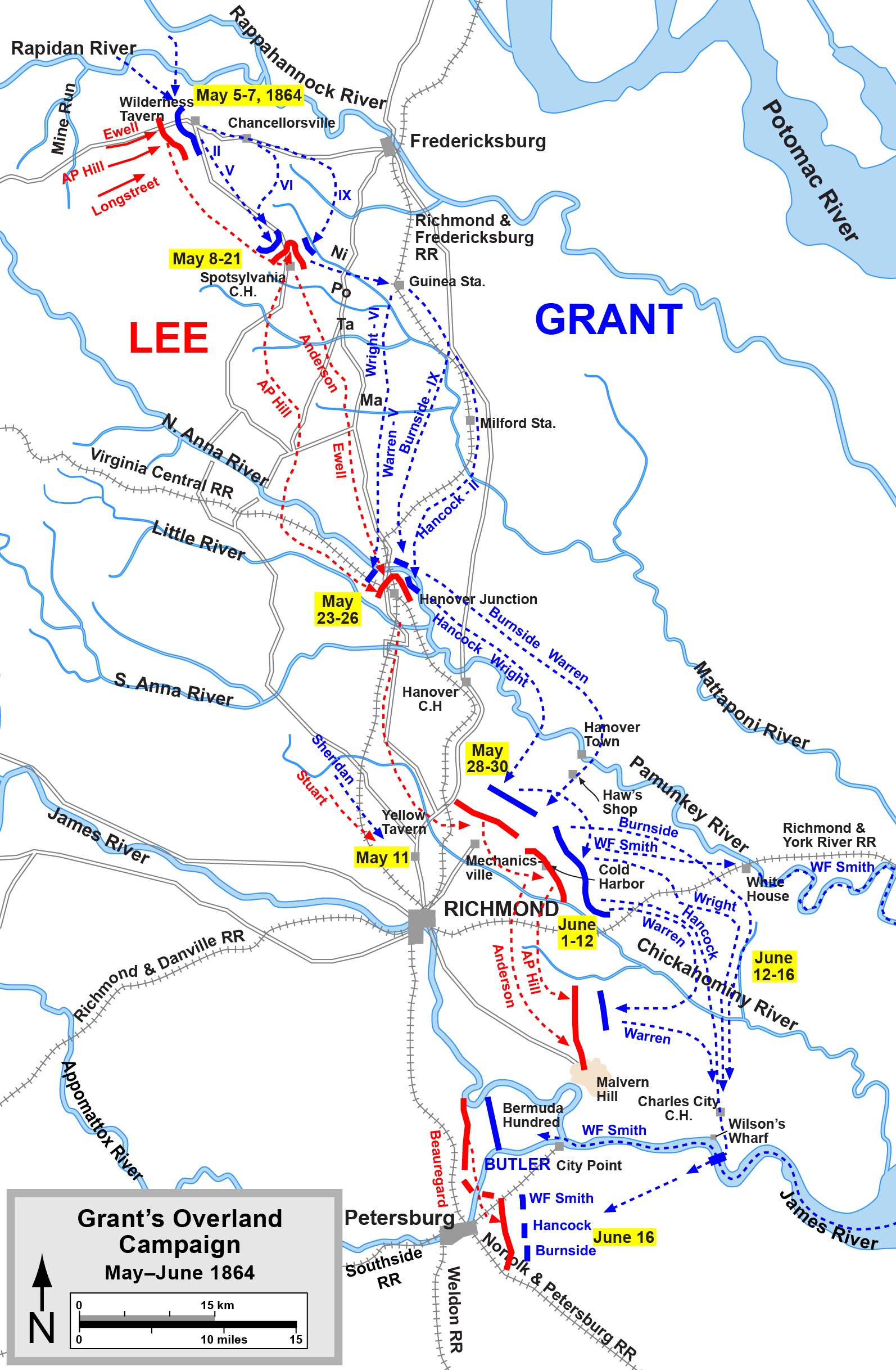
オーバーランド方面作戦、「荒野」からジェームズ川渡河まで

5月早くに、ポトマック軍はラピダン川を渡ってスポットシルバニアの荒野と呼ばれる地域に入った。そこは深い森のために北軍の大砲の威力が活かせず、リー軍は積極的にグラントとミードの軍に急襲を掛けた。2日間にわたる荒野の戦いでは両軍に多くの損失をもたらしたが、決着は付かなかった。しかし、グラントはそれまでの前任者達とは異なり、戦闘後も退却しなかった。むしろ、南東へ部隊を動かして作戦行動を開始し、幾つかの流血の多い戦闘でリー軍を防衛一辺倒にさせ、さらにリッチモンドに迫った。グラントはその優勢な戦力と北部の人力があれば、リー軍やアメリカ連合国よりも消耗戦に耐えられることが分かっていた。グラント軍はこの方面作戦で55,000名という大きな損失を出したが、リー軍の方が損耗率が高く、しかも補充が適わなかった。
スポットシルバニア郡庁舎の戦いで、リーはグラント軍を叩き、強固な防衛拠点を構築した。グラントは2週間以上にわたる一連の攻撃で、「ミュール・シュー」と呼ばれる突出部に集中して南軍の前線を攻撃した。5月12日にこの前線の「ブラッディ・アングル」と呼ばれる場所に向けて行われたウィンフィールド・ハンコックの第2軍団による総攻撃は、第一次世界大戦後半に塹壕に対する突破戦術として採用された。グラント軍は再度この前線を離れ、南東に移動した。
リーはグラントの移動を止めるためにノース・アンナ川の背後に軍を配置し、その突出部でグラント軍が分断されて攻撃するように仕向けた。リー軍にはグラント軍を打ち破るチャンスがあったが、その設定した罠を作動させるために必要なやり方で攻撃することができなかった。おそらくは病気のためと考えられている。グラントはさらに南東への移動を続けた。
5月31日、北軍の騎兵隊がオールド・コールドハーバーの重要な道路交差点を確保した。一方で南軍はリッチモンドとトトポトミー前線から援軍が到着した。6月1日遅く、北軍の2個軍団がコールドハーバーに到着し、南軍の部隊を襲って少なからぬ成果を挙げた。6月2日までに両軍は戦場に到着し、7マイル (11 km)にわたる前線を作り上げた。6月3日の明け方、北軍の第2および第18軍団、さらに続いて第9軍団が前線に総攻撃をかけ、コールドハーバーの戦いが始まったが、すべて撃退された。この時の北軍の損失は12,000名以上に上り、グラントは他にも増して後悔することになった。後に北部の新聞はグラントを指してたびたび「ブッチャー」（肉屋）と呼んだ。
6月12日の夜、グラントは再びその左翼側に進軍しジェームズ川に到着した。グラントはうまくその意図がリーに分からないようにしたまま、2マイル (3 km)にもなる舟橋を構築して川を渡った。リーが最も恐れていたことはグラントが首都を包囲することだったが、それが期せずして起こった。

### ピーターズバーグ
しかし、グラントはリッチモンドとリー軍を捕獲するさらに効率的な方法があると考えていた。リッチモンドから数マイル南にあるピーターズバーグ市内には首都に物資を供給するための重要な鉄道拠点があった。もし北軍がそこを占領すれば、リッチモンドは落とすことができる。しかし、以前にベンジャミン・バトラーがその占領に失敗し、続いてグラントの部下による決断力の無い進軍もボーリガードの手薄な防衛線を破ることに失敗していた。そのためにリー軍が到着し防衛線を張ることを許してしまった。両軍は包囲戦の配置に付いた。
包囲戦を打開するために北軍はアンブローズ・バーンサイドの軍団が南軍の前線の下にトンネルを掘り進んだ。7月30日、この軍団は爆発物を仕掛けて爆発させ、直径135フィート (41 m)もの穴を生じさせた。この穴は今でも見ることができる。この爆発で約350名の南軍兵士が即死した。北軍の計略の巧妙さにも拘らず、長いクレーターの戦いは損失が大きく、後にはまずい戦術と謗られ、南軍の決定的勝利ともなった。
その秋から冬にかけて両軍は念入りな塹壕を掘り進め、結果的にその総延長は30マイル (50 km)以上にもなった。北軍が南軍の右翼（西方）を奪おうとして、その結果供給線を破壊した。北部の世論はピータースバーグで進展がないように見えたので意気を失いかけていたが、シャーマンがアトランタで劇的な成功を収め、1864年アメリカ合衆国大統領選挙ではエイブラハム・リンカーンの再選が決まり、戦争は決着が付くまで戦うべしという気分に変わった。

## シェナンドー渓谷 （1864年-1865年）
シェナンドー渓谷は南軍にとって重要な地域であった。バージニアでも最も農業の盛んな地域であり、北部への重要な侵攻路であった。グラントは、フランツ・シーゲルに任せた西バージニア軍がこの渓谷を支配すれば、10,000名の部隊で渓谷を遡り（南西の高度が高くなる方向）リンチバーグにある鉄道の中心地を破壊できると期待していた。シーゲルはたちまちニューマーケットの戦いで敗北を喫し、すぐにデイビッド・ハンターと交代させられたが、ハンターもまた任務遂行に失敗した。
リーはピーターズバーグで包囲されており、ハンターの進軍を心配してアーリーの軍団を送り、バレーから北軍を一掃した後で、可能ならばワシントンを襲いたいと考えた。そうすればグラントがピーターズバーグに集めている軍隊を割かねばならなくなることも期待していた。アーリー軍は出立して緒戦は成功だった。バレーを抵抗も無く通過しハーパーズ・フェリーを迂回してポトマック川を渡り、メリーランド州に入った。グラントはホレイショ・ライト指揮下の軍団とジョージ・クルークの部隊を派遣してワシントンを補強しアーリー軍を追わせた。
7月9日、フレデリックの近くのモノカシーの戦いで、アーリーはルー・ウォーレスの小さな部隊を破ったが、このために進軍が遅れ、北軍がワシントンの防御を固める時間を与えてしまった。7月11日から12日にかけて、アーリーはワシントン北西の防衛拠点スティーブンス砦に攻撃を掛けたが（スティーブンス砦の戦い）、うまく行かずにバージニアに撤退した。8月の始めに幾つかの小さな戦闘をバレーで行って勝利し、ライトの軍団がピーターズバーグの応援に向かうことを阻止していた。またペンシルベニア州チェンバーズバーグの町を焼き払った。
グラントは、アーリーがまだ野放しであれば、ワシントンが危ないままであることが分かっていた。グラントはアーリーを撃つことができる攻撃的な新しい指揮官を見出した。ポトマック軍の騎兵隊指揮官であるフィリップ・シェリダンにその地域の全軍指揮の権限を与え、その軍をシェナンドー軍と呼ばせた。この頃、大統領選挙が迫っており、リンカーンを負けさせてはならないために、敗北を慎重に避ける必要があったので、シェリダンは緩りと行軍を開始した。
シェリダンは9月に入って行動的になった。オペクォンの戦いとフィッシャーズヒルの戦いで続けてアーリー軍を破った。アーリー軍が損失を蒙り貼り付けになったことで、バレーは北軍が支配した。シャーマンがアトランタを占領したことで、リンカーンの再選は確実に思われた。シェリダンはバレーから緩りと軍隊を引き、11月のシャーマンによる海への進軍の前兆となる焦土作戦を展開した。その目的は南軍がバージニアから食糧を調達する手段を奪うことであり、シェリダン軍は穀物、納屋、製粉所および工場まで焼き払った。
この作戦は10月19日のシーダークリークの戦いで効果を挙げて終わった。アーリー軍は輝かしい急襲を掛けて、北軍の3分の2を敗走させたが、その軍隊は飢えており疲れ切っていたので、部隊から抜け出して北軍の宿営地を襲うようになった。シェリダンは軍隊を再集結させるとアーリー軍を決定的に叩き潰した。シェリダンはグラントを応援するためにピーターズバーグに戻った。アーリー軍の兵士の大半も12月にはピーターズバーグのリーの下に加わったが、アーリーは形骸化した軍の指揮官に留まり、1865年3月に任務を解かれた。

## アポマトックス （1865年）
1865年1月、リーは南軍の総司令官になったが、この人事は南部を救うには少し遅すぎた。
ピーターズバーグの包囲戦が続き、グラントは部隊を東から西に動かして防御を破るか南軍を取り囲もうと何度も務めた。3月までに、両軍共にこの包囲線に莫大な労力を費やしていたので、リーはピーターズバーグから引くことを決断した。ジョン・B・ゴードン将軍が北軍包囲線の東端にあるステッドマン砦を攻撃して北軍の包囲線を短くさせる作戦を立てた。この作戦は当初はうまく行ったが、数的に劣勢だったので最終的には撤退を強いられた。
シェリダンがバレーから戻り、南軍の側面を衝く任務を与えられた。これに対応するためにリーはジョージ・ピケット少将の部隊を側面の防衛に送った。グラントはピケット軍を遮らせるために軍団を派遣したが、3月31日のディンウィディ・コートハウスの戦いでピケット軍を敗れなかった。翌4月1日、北軍は攻撃を続行してファイブフォークスの戦いでピケット軍の側面を衝き、南軍の左翼を崩壊させた。
ファイブフォークスでの勝利の後の4月2日、グラントは南軍の前線への全面攻撃を指示し、第三次ピーターズバーグの戦いとなって劇的な局面の打開に繋がった。その夜、リーはピーターズバーグとリッチモンドから兵を引き、アメリカ連合国政府を逃がす目的地である西のダンビルに向かった。そこから南のノースカロライナにいるジョンストン軍と合流する意図もあった。首都リッチモンドは4月3日に降伏した。
ここでの戦いはリーとシェリダンの競争になった。リーは撤退しながら補給を確保しようとし、シェリダンはリー軍の動きを遮断しようとした。4月6日、セイラーズクリークの戦いで、南軍の約4分の1（約8,000名、2個軍団の中心部隊）が切り取られ降伏させられた。南軍の補給列車の多くが捕獲された。4月9日、リーの最後の作戦として、ゴードンの消耗した軍団が北軍の前線を突破しリンチバーグの補給物資に辿り着こうとした。ゴードン軍はシェリダンの騎兵隊を簡単に追い払ったが、北軍第5軍団に行く手を抑えられた。ゴードン軍は三方を抑えられて降伏し、リーもアポマトックス郡庁所在地でグラントに降伏した。
その後も南軍による小さな戦闘と降伏が続いたが、4月9日のリーの降伏が南北戦争の実質的な終わりであった。南軍の主力と最大の将軍が敗れたことで、寛大で名誉有る条件の降伏の申し出がなされた。リーはその参謀数人の助言を拒否し、兵士達が田園地帯に逃げ込んでゲリラとして戦争を続けないようにすることを望んだので、それはその地域の回復に計り知れない助けとなった。